# 日本ラグビーフットボール協会
公益財団法人日本ラグビーフットボール協会（にほんラグビーフットボールきょうかい、英: Japan Rugby Football Union, 略称：JRFU）は、日本におけるラグビーユニオンの国内競技連盟。ラグビーフットボール競技者が所属する関東・関西・九州の各地域協会を下部組織に持つ。国際競技連盟のワールドラグビー (WR)に加盟し、日本代表チームを統括する。海外遠征や国外対戦の折衝のほか、国内開催の国際試合と、地域協会加盟チームの全国大会や交流戦を主催し、A級レフリーの認定・派遣、競技者・指導者の技術向上 と安全性、競技人口とファンの拡大 など、各種方策を企画運営する。

## 概要
日本ラグビー蹴球協会として1926年（大正15年）11月30日に設立した。旧所管は文部科学省。その後「日本ラグビーフットボール協会」となり、1956年（昭和31年）6月に財団法人となる。公益法人制度改革による2008年の公益法人認定法施行に基づき、2013年（平成25年）4月1日に財団法人から公益財団法人に移行した。
所轄施設として福岡県福岡市にある日本代表強化拠点および一般利用可能なグラウンド施設「JAPAN BASE」（福岡県福岡市東区香椎浜ふ頭1丁目）がある。秩父宮ラグビー場は1962年（昭和37年）11月16日に国立競技場（後の日本スポーツ振興センター）へ売却した。
傘下団体として、関東ラグビーフットボール協会（北海道・東北・関東・北信越）、関西ラグビーフットボール協会（北信越西・東海・近畿・中国・四国）、九州ラグビーフットボール協会（沖縄を含む）の3支部協会、および各都道府県協会がある。日本国内のすべてのチームは、JRFU登録システム（Rugby Family）を通じて一元的に登録され、各都道府県協会と共有する。
2022年からジャパンラグビーリーグワンが主催する社会人チーム競技会のジャパンラグビーリーグワンは、一般社団法人ジャパンラグビーリーグワンが主催しており、日本ラグビーフットボール協会に加盟している外部組織である。それ以外の社会人ラグビーは、3支部協会が大会を主催している。
協会本部は、1982年（昭和57年）以来秩父宮ラグビー場クラブハウス内（港区北青山2-8-35）にあったが、2024年（令和6年）4月24日から本部機能を新青山ビル東館（港区南青山1-1-1）へ移転した。

## ワールドラグビーにおける議決権
2023年5月11日に、ワールドラグビー（WR、旧称「IRFB（国際ラグビーフットボール評議会）」、「IRB（国際ラグビー評議会）」）の定款第9条「評議会の議決権」における「ハイパフォーマンスユニオン」 として、日本が位置づけられた。
これにより、シックス・ネイションズ・チャンピオンシップ（欧州6か国）またはSANZAARラグビー・チャンピオンシップ（南半球4か国）に参加している強豪国「ティア1」10か国と同じく、日本（日本ラグビーフットボール協会）は、ワールドラグビー理事会での投票権（議決権）を3票持つ。
各協会からの理事（評議員）の数（議決のための票数）は、2024年11月現在、以下のとおり。
- 3人（3票）：【10つの協会】アイルランド、イタリア、イングランド、ウェールズ、オーストラリア、スコットランド、ニュージーランド、フランス、南アフリカ共和国、日本
- 2人（2票）：【6つの地域協会】アジアラグビー、オセアニアラグビー、ラグビーアフリカ、ラグビーアメリカノース（北アメリカ）、スダメリカラグビー（南アメリカ）、ラグビーヨーロッパ
- 1人（1票）：【6つの協会】アメリカ合衆国、ウルグアイ、カナダ、ジョージア、フィジー、ルーマニア

2024年11月現在、日本からのワールドラグビー理事は、岩渕健輔、土田雅人、香川あかね の3人。

## 日本代表チーム

### 15人制
- ラグビー男子日本代表 - 愛称「ブレイブ・ブロッサムズ」（Brave Blossoms）[23][24][25]、通称「ジャパン」[26]
- ラグビー女子日本代表 - 愛称「サクラフィフティーン」[27]
- JAPAN XV（ジャパン・フィフティーン） - 男子の第2代表（いわゆる「A代表」）。主にキャップ非対象の試合[28] に出場する。シニア選手を中心とした編成のほか、ユース選手を中心とした編成（旧ジュニア・ジャパンに相当）がある。
- U23ラグビー日本代表 - 2025年に18年ぶりに編成[29][30][31]。将来の日本代表選手の育成を加速するためのプロジェクトの一環。
- U20ラグビー日本代表 - U20国際大会に参加する。
- U19ラグビー日本代表 - U20国際大会への出場権をかけた「U19予選大会」のために、11年ぶりに、2024年12月に急きょ結成された[32]。
- 高校ラグビー日本代表 - 毎年3月、強豪国への海外遠征を行う。そのために約1年かけて強化合宿などを通じて選抜する。
- U17ラグビー日本代表 - 毎年8月、日・韓・中ジュニア交流競技会に参加[33]。
- （旧）ジュニア・ジャパン - U23チーム。活動期間は2012年～2020年。U23大会「ワールドラグビーパシフィックチャレンジ」への出場のために編成されていた。2023年はU20日本代表が兼ねた[34]。2024年はU20日本代表候補メンバーを中心としたJAPAN XVが同大会に出場[35]。

### 7人制
- 男子セブンズ日本代表 - 愛称「セブンズジャパン」
- 女子セブンズ日本代表 - 愛称「サクラセブンズ」[27]
- U18男子SDS（セブンズ・デベロップメント・スコッド）[36]

## 主な主催大会（共催を含む）
太字は現在開催しているもの。他に、関東・関西・九州および各都道府県の協会やリーグワンなどが主催する国内大会がある。2024年現在。

### 男子日本代表
- リポビタンDチャレンジカップ - 国内開催のテストマッチ（一部、JAPAN XVの国際試合を含む[37]）
- リポビタンDツアー - 海外遠征
- アサヒスーパードライ JAPAN RUGBY CHALLENGE SERIES - 国内開催のキャップ対象外の国際試合（2022年10月）
- ジャパンラグビーチャリティーマッチ2022 - トンガ大規模噴火復興支援（2022年6月）
- ウルフパック強化試合 - 2019年日本代表候補チーム「ウルフパック」による海外遠征[38][39][40]（2019年4月）
- ジャパンラグビーチャレンジマッチ - 2017年、2018年に行われた日本代表と世界選抜（World XV）の対戦[41][42]

### 女子日本代表
- 太陽生命JAPAN RUGBY CHALLENGE SERIES - 国内開催のテストマッチ

### 全国共通
- 全国女子ラグビーフットボール選手権大会 - 2013年までは「全国女子ラグビーフットボール交流大会」
- 日本ラグビーフットボール選手権大会 - 「ラグビー日本選手権」とも言う（1964年3月開始、2021年5月終了）
- 女子東西対抗試合/対抗戦 - 15人制女子選手が東軍・西軍に分かれて戦う（2018年[43]・2019年[44]）
- キヤノンブレディスローカップ2018 - ブレディスローカップ2018最終戦を招へい、横浜国際総合競技場（日産スタジアム）で開催した[45][46]（2018年10月）
- リポビタンDメモリアルマッチ - 釜石鵜住居復興スタジアムのオープン記念試合（2018年8月）[47][48]
- 秩父宮フレンドシップマッチ - トップリーグのチームとスーパーラグビーのチームの対戦（2017-18年）
- 三地域対抗試合 - 関東協会・関西協会・九州協会の各所属選手による代表チーム戦（1948年3月開始、2010年3月終了）

### 社会人・クラブ
- 全国クラブラグビーフットボール大会 - クラブチーム日本一を争う（1993年 - ）
- THE CROSS-BORDER RUGBY -リーグワンのチームと海外クラブチームとが対戦（2024年）
- ジャパンラグビートップリーグ（2003年開始、2021年5月終了） - 2022年からの社会人リーグ「ジャパンラグビーリーグワン」は一般社団法人ジャパンラグビーリーグワンによる主催。

### 大学
- 全国大学ラグビーフットボール選手権大会 - 1964-65シーズンから開催の「大学日本一」を決する大会。
- 全国地区対抗大学ラグビーフットボール大会 - 地区代表8チームによるトーナメント。別名「もう一つの大学ラグビー選手権」。
- 東西学生クラブ対抗試合 - 東西の学生クラブ優勝チームによる決勝戦。
- 東西学生対抗試合（全国大学オールスターゲーム） - 選抜選手が東軍・西軍に分かれて戦う（1947年3月開始、2009年1月終了）。
- 全国教育系大学ラグビーフットボール大会 - 1999年1月の第34回で終了。

### 高等専門学校
- 全国高等専門学校ラグビーフットボール大会

### 高校
- 全国高等学校ラグビーフットボール大会 - 通称「花園」。全国高等学校総合体育大会（インターハイ）ラグビーフットボール競技の部を兼ねる。1918年（大正7年）に第1回が開催された伝統の大会である[49]。年末から年始にかけて開催。
- 全国高等学校選抜ラグビーフットボール大会 - 通称「春の熊谷」[50]
- KOBELCO CUP 全国高等学校合同チームラグビーフットボール大会 - 男子U17、男子U18。菅平高原（長野県上田市）で夏に開催。
- KOBELCO CUP 全国高等学校女子合同チームラグビーフットボール大会 - 上記男子大会と同時開催。
- U18合同チーム東西対抗戦 - 各都道府県の新人大会および各ブロック新人大会に、部員不足により単独校で花園予選に参加できない選手で、夏に開催の「KOBELCO CUP 全国高等学校合同チームラグビーフットボール大会 U18部門」に参加した選手の中から選出。「全国高等学校ラグビーフットボール大会 準決勝」の前座試合として実施[51]。別名「もう一つの花園」[52]。
- サニックス・ワールド・ラグビー・ユース交流大会 - 男子15人制、女子7人制による高校生世代の国際大会
- Ｕ18花園女子15人制 - 高3以下の女子44名を選出し、東軍・西軍（22名ずつ）による東西戦（2022年12月）[53]
- 高校日本代表候補エキシビションマッチ - 2022年3月、高校日本代表の海外遠征中止にともない代替開催

### 中学生
- 太陽生命カップ 全国中学生ラグビーフットボール大会 - 中学（男子12人制）、ラグビースクール（男子12人制）、女子（7人制）の3ブロックに分かれて実施。男子は、中学校部活またはラグビースクールによる単独チームで参加。
- 全国ジュニア・ラグビーフットボール大会 - 中学生による12人制大会。都道府県ごとの選抜選手によるチームで参加。
- アジア・オセアニアラグビー交流フェスタ - U14による7人制国際交流大会（2023年1月-）。2018年と2019年に開催した「アジアラグビー交流フェスタ」[54][55] が起源[56][57][58]。

### 小学生
- SMBCカップ 全国小学生タグラグビー大会 - 小学校4～6年生対象
- FOR ALL ミニ・ラグビーフレンドリーマッチ - 地区大会「SEINANラグビーマガジンCUP ミニラグビー交流大会」[59][60][61][62] からの選抜チームで開催（2023年1月）[63]。「U-12ミニラグビー標準競技規則・高学年用」[64] に準ずる大会特別競技規則で運営

### 7人制
- YC&AC JAPAN SEVENS - 横浜市「YC&ACグラウンド」で開催
- 太陽生命ウィメンズセブンズシリーズ - 年間4大会開催。
- Regional Women's Sevens（リージョナルウィメンズセブンズ） - 太陽生命ウィメンズセブンズシリーズの下位大会。2018年から開催している[65][66][67][68]。
- 大学女子7人制ラグビーフットボール交流大会
- アシックスカップ全国高等学校7人制ラグビーフットボール大会 - 全国高校ラグビー大会の7人制版
- 全国U18女子セブンズラグビーフットボール大会 - 「全国高等学校選抜ラグビーフットボール大会」と同時開催
- ジャパンセブンズ選手権大会 （2018年7月終了）
- 沖縄セブンズ2018 - 2020東京オリンピックに向けた女子7人制の強化･育成[69][70]（2018年2月）

### ブラインドラグビー
- ブラインドラグビー体験会 - 一般社団法人日本ブラインドラグビー協会の協力のもと開催する（2023年11月-）[71][72]

## 戦略計画・今後の予定

### エディー・ジョーンズを日本代表HCに再任
- 2024年1月1日から、8年ぶりにエディー・ジョーンズを男子15人制日本代表ヘッドコーチに再就任させる[73][74][75]。任期はワールドカップ2027までの4年間。2023年12月14日の会見でエディーは、「超速ラグビー」「速いラグビー」を日本代表のテーマとして掲げ、「相手より速く走るだけではなく、速く考えて速く決断する。高校、大学、社会人と一貫した考え方をもって育成していくことが重要だ」と述べた[76][77]。
- 夏の5連戦はキャップ非対象のマオリ・オールブラックス戦に1勝しただけで、日本代表テストマッチ（イングランド戦、ジョージア戦、イタリア戦）としては3戦全敗に終わった[78][79]。
- 上記を含め、国内で男子15人制日本代表テストマッチを2024年度に11試合、2025年度に10試合、2026年度に10試合行う予定（2023年7月9日時点）[80]。

### 新しい国際大会
2023年10月24日、ワールドラグビーは、男子の新しい国際大会創設など、以下の3つを発表した。
- 2024年から、既存の「パシフィックネイションズカップ」を刷新。日本、カナダ、アメリカ、フィジー、サモア、トンガが毎年8-9月に3か国ずつのプール戦で各国2試合行い、その後、6か国とも順位決定トーナメント（各国1-2試合）を行う[82]。順位決定トーナメントは、日本とアメリカを会場に1年ごと交互に開催する（2024年は日本）[81][83]。2024年、日本はプール戦でカナダ、アメリカと対戦し、日本で開催の順位決定トーナメントへ進む[82]。
- 2026年から2年に1度、欧州6か国と、南半球4か国に2チームが新たに加わり、12か国の総当たり戦を行う。AFP通信などによると、日本とフィジーの参加が有力視されている[84]。2030年からは別の12チームによる下部リーグとの昇降格制度を始める[85]。
- ワールドカップ2027から、参加国を4つ増やし24か国とし、4か国ずつ6プールで行う。決勝ステージは、各プールの上位2か国（計12か国）が自動的に進出、3位チーム6か国のうち上位4か国を加え、合計16か国によるトーナメントとなる。これによりプール戦は4か国編成（各国3試合）となり、ワールドカップ2023より1週間短い6週間（7回の週末）へと大会期間が短縮され、各国とも約1週間の対戦間隔に揃う[86][87]。

### 海外協会との提携

#### ニュージーランドラグビー
2023年5月10日、日本ラグビーフットボール協会は、2024年から2027年までについて、ニュージーランドラグビー（ニュージーランドラグビー協会）との連携と定期的な試合開催の覚書を以下のように締結した。
1. 男子日本代表やJAPAN XVが、オールブラックス、マオリ・オールブラックス、All Blacks XVと日本で定期的な対戦を行う
2. スーパーラグビーに参加するニュージーランドのチームが、オフシーズンにリーグワンのチームと対戦する
3. 女子と男子のセブンズニュージーランド代表がオフシーズンにセブンズ日本代表と対戦する機会を検討する
4. 日本の女子トップ選手が、「Sky Super Rugby Aupiki （スカイ スーパーラグビー アウピキ）」や「Bunnings Warehouse Farah Palmer Cup（バニングス・ウェアハウス ファラー パーマー カップ）」に参加する機会を検討する[88]

これを受けて、2024年2月3日から10日にかけて、スーパーラグビー・パシフィックに参加しているニュージーランドの2つのクラブチームが、リーグワン上位4チームと対戦する「THE CROSS-BORDER RUGBY 2024」を開催。6月から7月にかけてマオリ・オールブラックスが来日しJAPAN XV（キャップ非対象の日本代表）と対戦。10月にはオールブラックスが来日する。

#### ラグビーオーストラリア
2023年7月21日、ラグビーオーストラリア（オーストラリアラグビー協会）と覚書を締結した。これにより2024年から2029年まで以下のように交流を行う。
1. ワラビーズ（オーストラリア代表）・オーストラリアA代表、ワラルース（女子オーストラリア代表）と定期的な対戦を行う。
2. スーパーラグビー所属チームとジャパンラグビーリーグワン所属チームとの対戦を検討する。
3. 日本女子選手は、オーストラリア女子大会「Super W」参加チームとの交流を検討する。

#### イタリアラグビー協会
2023年8月27日、イタリアラグビー協会と協力関係強化の覚書を締結。男女15人制代表の対戦、セカンドシニアやU20・U19の試合および合宿、スタッフや審判の交流などを進める。これを受け、2024年7月に札幌でイタリア代表とのテストマッチが行われる。

### 中期戦略計画 2021-2024
2021年3月1日公開の「JAPAN RUGBY 中期戦略計画 2021-2024」 において、3つの目標が示され、それぞれ以下のような結果となった。
- 「7人制男女は、東京オリンピック2020でメダル獲得」 - 男子は12国中11位[94]。女子は12国中12位[95][96]。（2021年7月）
- 「15人制女子は、ワールドカップ2021でベスト８進出」 - プール戦全敗でプール最下位[97][98]。（2021年10月）
- 「15人制男子は、ワールドカップ2023でベスト８に到達し、さらなる上を目指しチャレンジ」- プール戦5チーム中3位、次回出場権は確保。（2023年10月）

「JAPAN RUGBY 中期戦略計画 2021-2024」では「誰でも、いつでも、どこでも楽しめるラグビー社会をつくる」「ラグビーのチカラを使って、社会の役に立ち、世界を守る」という目標もかかげており、2023年7月8日からは「LGBTQ+啓蒙グッズ」の販売を試合会場やオンラインショップで始めた。

### 気候変動問題への取り組み
2024年10月9日、日本ラグビーフットボール協会は環境サステイナビリティ推進宣言を行い、国際連合COP24で発足した「スポーツを通じた気候行動枠組み（Sports for Climate Action Framework）」に署名した。すでにワールドラグビーは署名しているが、ワールドラグビーに加盟する各国ラグビー協会や日本国内スポーツ中央競技団体の中では初めて。

### 人材発掘育成プログラム
- 2007年（平成19年）には「ATQ（Advance to the Quarterfinal＝決勝トーナメントへの道）プロジェクト」を実施し、ワールドカップ2011ベスト8進出を目標に、U20世代の人材を発掘・育成した[102][103]。
- 2011年（平成23年）7月に、「TID（タレントID、Talent Identification=人材発掘・育成）キャンプ」を初開催。ワールドカップ2019に向けてU15～U20の選手の育成を行うことを目的に始まった[104]。以後、毎年数回にわたり、男女ともユース世代に向けて実施している。
- 2012年度から2019年度までスポーツ庁から委託された各都道府県ラグビー協会などが「2019年度ラグビーワールドカップ普及啓発事業」として、小学生以上の競技者拡大を目指す取り組みを行った[105][106]。2021年度からは日本ラグビーフットボール協会主催で「JRFU放課後ラグビープログラム」として続いている[106][107]。
- 2018年（平成30年）12月のTIDキャンプから、「高校１・2年生の男子で、身長190cm以上、体重120kg以上、立ち幅跳び280cm以上のいずれかに準ずる」という条件でも行い[108][109]、後に「Bigman ＆ Fastman Camp」と名付けられて、毎年夏期と冬期に合宿指導してきた[109][110]。
- 2024年（平成6年）、大学生選手を対象に、新たに「JAPAN TALENT SQUADプログラム」を開始し、将来の日本代表選手の育成を行う。対象選手の所属大学と連携のうえ、参加者を選抜[111][112]。

### 女子競技者の増加
2023年4月12日には「女子ラグビー中長期戦略計画」を新たに公開した。この中で具体的な数値目標として「女子ラグビーの選手登録者数を年率6.5%で拡大させて2050年に1万人を達成」が示された。2016年3月時点で女子ラグビー選手登録者数は588人だったが、2023年3月には1,012人と増加傾向にある（下記「競技人口の推移」の表を参照）。

### ワールドカップ誘致
ワールドカップ開催を男子大会と女子大会をセットで検討するワールドラグビーの方針を受け、2023年4月12日に岩渕健輔専務理事は、2035年に男子ワールドカップ、2037年に女子ワールドカップの日本開催への希望を示した。

### 秩父宮ラグビー場の移設改築
秩父宮ラグビー場は1962年（昭和37年）に売却したため、日本ラグビーフットボール協会のものではなく、後に独立行政法人日本スポーツ振興センターが所有している。
新しいラグビー場は、神宮第二球場跡地に建設され、1期工事の後、2027年12月末からの運用開始を目指している。その後、ラグビー場を取り壊すため、明治神宮外苑のラグビー施設はブランクなく運営される見込み。新しいラグビー場の2期工事は2036年までに完了予定。新しいラグビー場は引き続き日本スポーツ振興センターが所有権を持つが、「公共施設等運営権」は鹿島建設・三井不動産・東京建物・東京ドーム4社出資による事業会社が30年間持つ。

## 登録チームの種別
2025年4月1日改正後の「チームの登録等に関する規程」による。日本におけるラグビーユニオンのチームは、以下のいずれかに区分・登録される。チーム登録の有効期間は、毎年4月1日から翌年3月31日までの1年間。
2024年4月1日から、「女子」「中学生」は3チームまで、「高校」「高専」は2チームまで、複数登録が可能になり、プレー機会を増やし環境整備をはかる。
2025年4月1日から、中学生のプレー環境整備をはかる目的で「一般クラブ」は「15歳以上」から「12歳以上」へと変更。「社会人」と「一般クラブ」でも複数登録を可能とし、同じくプレー環境整備をはかる。
1. 小学校 - 小学校の児童で構成されたチーム。
2. 中学校 - 中学校・中等教育学校前期課程の生徒で、単一の学校で構成されたチーム。登録者数は5,000人を超える。
3. 高校 - 高等学校・中等教育学校後期課程・外国人教育の各種学校のうち高等学校に相当すると日本ラグビーフットボール協会が認める学校の生徒で、単一の学校で構成されたチーム。登録者数は1万8,000人いるが、年々減少している。
4. 高専 - 高等専門学校で、単一の学校で構成されたチーム。
5. 大学 - 大学・防衛大学校・防衛医科大学校・外国人教育の各種学校のうち大学に相当すると日本ラグビーフットボール協会が認める学校の学生で、単一の学校で構成され、当該校を正規に代表するチーム。登録者数は9,000人程度で、年々減少している。
6. 社会人 - 単一の企業の従業員等（雇用契約・選手契約・業務委託契約）、または連結会計の企業グループに属する企業の従業員等で構成されるチームで、その企業または企業グループを正規に代表するチーム。登録者数は6,000人前後。リーグワンやトップイースト、トップウェスト、トップキュウシュウのチームも含まれる。
7. 学生クラブ - 不特定の大学・専修学校・専門学校に属する学生で構成されたチーム
8. ラグビースクール - 18歳以下の生徒・児童・幼児で構成されたチームで、上記1～4に該当しないもの。登録者数は3万4,000人前後で、もっとも多い。旧分類の「ジュニアクラブ」も含まれる。
9. 女子 - 女子により構成されたチームで、年齢区分は問わない。登録者数は約1,000人で、微増傾向にある。
10. 一般クラブ - 小学生を除く満12歳以上で構成されたチームで、上記1～9 と 下記11 に該当しないもの。登録者数は1万4,000人前後。
11. 日本協会チーム - 上記1～10に所属しない選手であり、日本協会と直接契約する選手によって構成されたチーム。

## 競技人口の推移
出典は、日本ラグビーフットボール協会 「情報公開」 ページ。例年6月下旬ごろに、3月時点の数値が発表されている。2015年以前は「クラブ」の内訳が細分化されていないことや、2023年4月以降の大幅変更に留意のこと。

### 競技者数の激減
高校の競技者は2015年までに3万人割れの後、2023年までに2万人割れとなり、1万8千人程度となった。大学の競技者は2021年までに1万人を下回り、2025年には9千人を割った。リーグワンを頂点とする社会人は、企業チームの激減により6千人にまで落ち込んでいる。
2023年4月1日に区分が変更され、「ラグビースクール」が「中学生以下」から「18歳以下」へと広がり、「クラブ」も「18歳以上」から「15歳以上」へと広がる。18歳未満の「ジュニアクラブ」は区分廃止され、「大学OB」「高校OB」「一般クラブ」は、15歳以上に広がった「クラブ」に ほぼ統合される。「学生クラブ」の区分は残る。「無所属」は、おおむね「日本協会チーム」となる。

### 区分の変更
2025年4月1日からの区分では、「小学生」「中学生」は「小学校」「中学生」に変更。「クラブ」は「15歳以上」から「12歳以上」へと広がり、区分名を「一般クラブ」として、大学生を中心とした「学生クラブ」との区別を明確にした。

### 競技者数の推移
2024年4月1日以降、いくつかの区分において複数登録が可能になったが、下表の登録者数は「主チーム」として登録している数値のもの。
| 年月      | 競技者数 合計 | 小学校 | ラグビー スクール (中学生以下) | ジュニア クラブ (18歳未満)   | 中学校 | 高校   | 高専  | 大学   | 社会人 | 学生 クラブ                          | 大学 OB                              | 高校 OB                              | 一般 クラブ (18歳以上)               | 女子  | 無所属 | 備考            |
| --------- | ------------- | ------ | ------------------------------ | ---------------------------- | ------ | ------ | ----- | ------ | ------ | ------------------------------------ | ------------------------------------ | ------------------------------------ | ------------------------------------ | ----- | ------ | --------------- |
| 2005年3月 | 125,392       | -      | 25,053                         | -                            | 7,923  | 34,720 | 1,290 | 12,695 | 11,086 | 32,625（ジュニアクラブ、女子も含む） | 32,625（ジュニアクラブ、女子も含む） | 32,625（ジュニアクラブ、女子も含む） | 32,625（ジュニアクラブ、女子も含む） | -     | -      | [ 127 ]         |
| 2015年3月 | 106,120       | -      | 26,953                         | -                            | 5,626  | 28,777 | 1,002 | 12,196 | 8,318  | 23,248（ジュニアクラブ、女子も含む） | 23,248（ジュニアクラブ、女子も含む） | 23,248（ジュニアクラブ、女子も含む） | 23,248（ジュニアクラブ、女子も含む） | -     | -      | [ 128 ]         |
| 2016年3月 | 105,693       | 80     | 22,904                         | 672                          | 5,283  | 24,934 | 870   | 10,193 | 6,756  | 958                                  | 178                                  | 209                                  | 18,996                               | 588   | 19     | [ 128 ] [ 129 ] |
| 2017年3月 | 96,049        | 114    | 25,514                         | 711                          | 5,331  | 25,273 | 850   | 10,401 | 6,656  | 1,001                                | 117                                  | 244                                  | 19,026                               | 795   | 16     | [ 129 ]         |
| 2018年3月 | 95,200        | 86     | 26,689                         | 658                          | 5,213  | 24,027 | 804   | 10,578 | 6,637  | 1,022                                | 100                                  | 243                                  | 18,289                               | 832   | 22     | [ 130 ]         |
| 2019年3月 | 95,110        | 44     | 27,162                         | 833                          | 5,273  | 20,793 | 702   | 10,932 | 6,447  | 963                                  | 122                                  | 150                                  | 17,668                               | 811   | 16     | [ 131 ]         |
| 2020年3月 | 96,713        | 51     | 30,793                         | 1,032                        | 5,527  | 22,136 | 660   | 10,828 | 6,408  | 866                                  | 109                                  | 155                                  | 17,305                               | 828   | 15     | [ 132 ]         |
| 2021年3月 | 91,861        | 38     | 33,512                         | 931                          | 5,541  | 21,045 | 536   | 9,748  | 6,148  | 697                                  | 48                                   | 96                                   | 12,674                               | 836   | 11     | [ 133 ]         |
| 2022年3月 | 91,865        | 50     | 34,505                         | 964                          | 5,668  | 20,224 | 516   | 9,569  | 5,858  | 662                                  | 39                                   | 62                                   | 12,780                               | 957   | 11     | [ 134 ]         |
| 2023年3月 | 91,300        | 19     | 34,002                         | 952                          | 5,306  | 18,970 | 561   | 9,253  | 6,053  | 691                                  | 65                                   | 65                                   | 14,340                               | 1,012 | 11     | [ 135 ]         |
| 年月      | 競技者数 合計 | 小学生 | ラグビー スクール (18歳未満)   | ラグビー スクール (18歳未満) | 中学生 | 高校   | 高専  | 大学   | 社会人 | 学生 クラブ (18歳以上)               | 一般クラブ (15歳以上)                | 一般クラブ (15歳以上)                | 一般クラブ (15歳以上)                | 女子  | 無所属 | 備考            |
| 2024年3月 | 90,240        | 61     | 34,022                         | 34,022                       | 5,193  | 18,219 | 511   | 9,015  | 5,974  | 676                                  | 15,575                               | 15,575                               | 15,575                               | 981   | 13     | [ 136 ]         |
| 2025年3月 | 90,313        | 50     | 33,569                         | 33,569                       | 5,278  | 18,113 | 520   | 8,944  | 6,118  | 676                                  | 15,744                               | 15,744                               | 15,744                               | 1,274 | 21     | [ 137 ]         |
| 年月      | 競技者数 合計 | 小学校 | ラグビー スクール (18歳未満)   | ラグビー スクール (18歳未満) | 中学校 | 高校   | 高専  | 大学   | 社会人 | 学生 クラブ (18歳以上)               | 一般クラブ (12歳以上)                | 一般クラブ (12歳以上)                | 一般クラブ (12歳以上)                | 女子  | 無所属 | 備考            |
| 2026年3月 |               |        |                                |                              |        |        |       |        |        |                                      |                                      |                                      |                                      |       |        |                 |

### チーム数の推移
| 年月      | チーム数 合計 | 小学校 | ラグビー スクール            | ジュニア クラブ              | 中学校 | 高校  | 高専 | 大学 | 社会人 | 学生 クラブ                         | 大学 OB                             | 高校 OB                             | 一般 クラブ                         | 女子 | 無所属 | 備考             |
| --------- | ------------- | ------ | ---------------------------- | ---------------------------- | ------ | ----- | ---- | ---- | ------ | ----------------------------------- | ----------------------------------- | ----------------------------------- | ----------------------------------- | ---- | ------ | ---------------- |
| 1993年3月 | 4,776         | -      | -                            | -                            | -      | -     | -    | -    | -      | -                                   | -                                   | -                                   | -                                   | -    | -      | チーム数最多の年 |
| 2005年3月 | 3,837         | -      | 387                          | -                            | 387    | 1,221 | 45   | 366  | 395    | 1,126（ジュニアクラブ、女子も含む） | 1,126（ジュニアクラブ、女子も含む） | 1,126（ジュニアクラブ、女子も含む） | 1,126（ジュニアクラブ、女子も含む） | -    | -      | [ 127 ]          |
| 2015年3月 | 3,091         | -      | 412                          | -                            | 296    | 1,065 | 38   | 326  | 234    | 720（ジュニアクラブ、女子も含む）   | 720（ジュニアクラブ、女子も含む）   | 720（ジュニアクラブ、女子も含む）   | 720（ジュニアクラブ、女子も含む）   | -    | -      | [ 128 ]          |
| 2016年3月 | 3,019         | 3      | 407                          | 20                           | 288    | 1,049 | 38   | 314  | 214    | 29                                  | 8                                   | 14                                  | 577                                 | 55   | 3      | [ 128 ] [ 129 ]  |
| 2017年3月 | 3,026         | 4      | 418                          | 20                           | 298    | 1,039 | 38   | 316  | 211    | 28                                  | 6                                   | 15                                  | 567                                 | 63   | 3      | [ 129 ]          |
| 2018年3月 | 2,995         | 3      | 424                          | 23                           | 302    | 1,021 | 37   | 311  | 210    | 27                                  | 4                                   | 16                                  | 546                                 | 68   | 3      | [ 130 ]          |
| 2019年3月 | 2,926         | 2      | 428                          | 19                           | 312    | 979   | 37   | 318  | 196    | 28                                  | 3                                   | 13                                  | 523                                 | 65   | 3      | [ 131 ]          |
| 2020年3月 | 2,879         | 3      | 431                          | 21                           | 305    | 963   | 34   | 314  | 186    | 27                                  | 4                                   | 12                                  | 505                                 | 72   | 2      | [ 132 ]          |
| 2021年3月 | 2,715         | 2      | 438                          | 25                           | 300    | 931   | 31   | 290  | 168    | 22                                  | 2                                   | 10                                  | 424                                 | 70   | 2      | [ 133 ]          |
| 2022年3月 | 2,718         | 3      | 454                          | 31                           | 304    | 922   | 32   | 280  | 163    | 22                                  | 2                                   | 9                                   | 418                                 | 75   | 3      | [ 134 ]          |
| 2023年3月 | 2,689         | 2      | 462                          | 30                           | 307    | 885   | 33   | 275  | 162    | 22                                  | 2                                   | 8                                   | 424                                 | 75   | 2      | [ 135 ]          |
| 年月      | チーム数 合計 | 小学生 | ラグビー スクール (18歳未満) | ラグビー スクール (18歳未満) | 中学生 | 高校  | 高専 | 大学 | 社会人 | 学生 クラブ (18歳以上)              | 一般クラブ (15歳以上)               | 一般クラブ (15歳以上)               | 一般クラブ (15歳以上)               | 女子 | 無所属 | 備考             |
| 2024年3月 | 2,661         | 4      | 462                          | 462                          | 290    | 865   | 32   | 273  | 154    | 19                                  | 431                                 | 431                                 | 431                                 | 71   | 5      | [ 136 ]          |
| 2025年3月 | 2,602         | 3      | 522                          | 522                          | 276    | 845   | 28   | 266  | 152    | 18                                  | 419                                 | 419                                 | 419                                 | 70   | 3      | [ 137 ]          |
| 年月      | チーム数 合計 | 小学校 | ラグビー スクール (18歳未満) | ラグビー スクール (18歳未満) | 中学校 | 高校  | 高専 | 大学 | 社会人 | 学生 クラブ (18歳以上)              | 一般クラブ (12歳以上)               | 一般クラブ (12歳以上)               | 一般クラブ (12歳以上)               | 女子 | 無所属 | 備考             |
| 2026年3月 |               |        |                              |                              |        |       |      |      |        |                                     |                                     |                                     |                                     |      |        |                  |

### 高校での部活の減少について
全国高等学校体育連盟（高体連）の加盟登録数（高校の部活ベースでの数）の比較では、2023年までの約20年で高校ラグビーの登録人数は44％減っている。サッカーとバレーボールはむしろ増えている。高校生のラグビー競技人数減少への対策として、元日本代表選手の廣瀬俊朗は「1週間に1回でも2回でも、他の部活に入りながらラグビーができる環境があれば、やろうと思ってくれるかもしれない」と2023年に語った。
2024年（令和6年）4月から、高校・高専の選手について、「学校の部活」と「クラブチーム」としての二重登録を解禁した。これにより、少子化で部活の人数が減り、十分な試合ができない学校環境において、クラブチーム所属として試合に出ることができる。
出典：「全国高等学校体育連盟【統計資料】加盟登録状況」
| 年月                   | 登録学校数            | 登録学校数    | 登録学校数            | 登録学校数        | 登録人数              | 登録人数      | 登録人数              | 登録人数          | 出典    |
| 年月                   | ラグビー フットボール | 男子 サッカー | 男子 バスケットボール | 男子 バレーボール | ラグビー フットボール | 男子 サッカー | 男子 バスケットボール | 男子 バレーボール | 出典    |
| ---------------------- | --------------------- | ------------- | --------------------- | ----------------- | --------------------- | ------------- | --------------------- | ----------------- | ------- |
| 2003年度（平成15年度） | 1,252校               | 4,288校       | 4,362校               | 3,341校           | 30,419人              | 149,591人     | 95,459人              | 48,314人          | [ 142 ] |
| 2013年（平成25年）11月 | 1,089校               | 4,166校       | 4,500校               | 2,750校           | 23,972人              | 147,086人     | 92,623人              | 35,597人          | [ 143 ] |
| 2023年（令和5年）11月  | 863校                 | 3,844校       | 4,191校               | 2,756校           | 17,037人              | 158,199人     | 84,311人              | 50,853人          | [ 144 ] |
| 増減率（2003→2023）    | 31.1％減              | 10.4％減      | 3.9％減               | 17.5％減          | 44.0％減              | 5.8％増       | 11.7％減              | 5.2%増            |         |
| 2024年（令和6年）11月  | 837校                 | 3,804校       | 4,147校               | 2,762校           | 16,926人              | 137,635人     | 83,512人              | 53,846人          | [ 145 ] |

## 歴史
日本ラグビーフットボール協会の歴史だけでなく、一部、日本のラグビー史や社会史も添えて、協会を取り巻く環境の変遷が分かるように記述。

### 黎明期
1866年（慶応2年）1月26日 - 横浜に居留していた外国人と英国駐屯地兵などによる「横浜フットボールクラブ（YFBC）」が創立し、アジアで初めてのラグビークラブとなる。主なグラウンドは外国人居留地の西隣に接していた横浜公園、後に横浜スタジアムなどがある場所だった。これを記念し、観光客の多い横浜中華街に近い山下町公園に「ラグビー発祥地 横浜 記念碑」が2019年9月5日に建立された。
1894年（明治27年） - 日清戦争勃発。翌年終結。
1899年（明治32年） - 慶應義塾の英文学教員のエドワード・B・クラーク（ケンブリッジ大学出身）が、田中銀之助（学習院出身）と共に、塾生にラグビー指導を始める。これが日本人初のラグビーチームとなる慶應義塾體育會蹴球部の始まりである。ただし、1903年（明治36年）に慶應義塾体育会に正式加盟できるまでは、ゼ・バーベリアン（バーバリアン）と敷島クラブという2つの同好会だった。主な練習場所は東京市麻布区麻布竹谷町、後の東京都港区南麻布1丁目1番地にあった野原だった。後年、田中は関東ラグビー蹴球協会の初代会長、日本ラグビー蹴球協会の初代名誉会長となる。

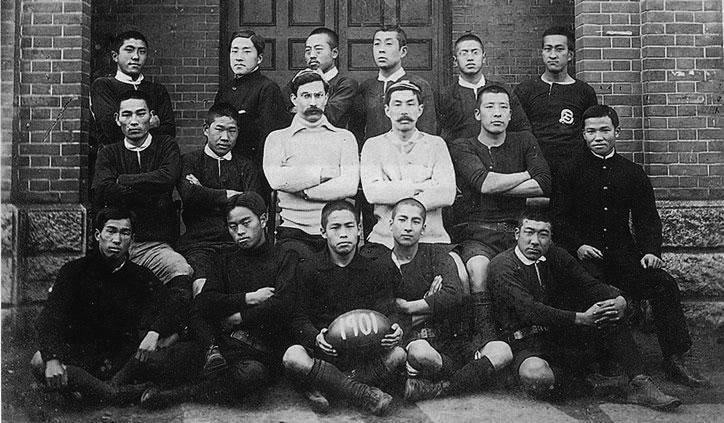
慶應義塾のラグビーチーム。中央の白服2人はE・B・クラークと田中銀之助（1901年）

1901年（明治34年）12月7日 - 午後2時半、慶應義塾（バーバリアン・敷島クラブ合同チーム）と、横浜の外国人スポーツクラブYC&ACが、日本初のラグビーユニオンの試合 かつ 日本初の国際試合を横浜公園で行った。41-5でYC&ACの勝利。この試合で、左WTB塩田賢次郎は日本人初のトライを行う。当時はトライ3点、コンバージョンゴールが2点（ラグビーユニオンの歴史#得点 参照）。
1904年（明治37年） - 日露戦争勃発。翌年終結。
1906年（明治39年）11月24日 - 慶応義塾対YC&ACの7回目の公式戦で、慶應義塾のSH宮川偕作が日本人初のドロップゴール成功（当時は4点）。
1910年（明治43年）- 第三高等学校（京都大学の前身）に2番目の日本人ラグビーチームとなる第三高等学校嶽水会蹴球部（後の京都大学ラグビー部）が誕生。それを記念する石碑「第一蹴の地」が、賀茂御祖神社（下鴨神社、京都市左京区）内の雑太社（さわたしゃ）に、1969年（昭和44年）、京都大学ラグビー部OBによって建てられた。この石碑の前にある糺の森（ただすのもり）馬場で、当時練習が行われたという。
1911年（明治44年）4月6日 - 慶應義塾體育會蹴球部と第三高等学校嶽水会蹴球部が、初の日本チーム同士の対戦を慶應義塾の綱町グラウンド（後の東京都港区三田2丁目）で行った。
1911年（明治44年）同志社専門学校（後の同志社大学）、1918年（大正7年）早稲田大学、 1921年（大正10年）東京帝国大学（後の東京大学）、1923年（大正12年）明治大学 と、旧制大学で創部が続く。

### 1918年 「全国高校ラグビー」が初開催
1912年（明治45年）6月5日 - 旧制中学（後の高校に相当）として初めてとなる公式試合が、三高グラウンドで同志社普通部（後の同志社高校）と京都一中（後の京都府立洛北高校）とで行われ、同志社普通部が23−0で勝利。
1918年（大正7年）1月 - 旧制中学のラグビーが広まり、第1回日本フートボール優勝大会が開催される。後の全国高等学校ラグビーフットボール大会。
1919年（大正8年） - 第三高校と同志社のOBが中心となり、「オールホワイト」 こと関西ラグビー倶楽部（KRAC）を設立。プレーだけでなく、関西ラグビーの発展を目指す。西部ラグビー協会（後の関西協会、九州協会）の母体となる。
1920年（大正9年） - 関西ラグビー倶楽部との東西OB対抗戦に向けて、慶應義塾OBを中心に関東各校OBからなるAll Japan Rugby Association（AJRA）を設立。1906年（明治39年）早慶野球試合でのトラブル 以降、両校の試合が禁じられていた慶應義塾と早稲田の仲を取りもち、1922年（大正11年）に早慶戦を実施し早慶スポーツ交流を再開させる など、関東ラグビー協会の母体となる。
1922年（大正11年）11月23日 - 第1回早慶戦を慶應義塾の三田グラウンドで実施した。14-0で慶應義塾の勝利。国内ラグビー試合で初めて入場料を徴収する予定だったが、アマチュアリズムに関する議論を呼び、断念した。11月23日は、当時は新嘗祭という祝日（戦後は勤労感謝の日）で、晴れの特異日でもあることから選ばれた。以後、原則として毎年11月23日に実施されている。
1923年（大正12年）5月 - 第6回極東オリンピック（極東選手権競技大会）が大阪で開催され、ラグビーが公開競技ながら国内初の国際大会として実施された。これを初めて観戦した秩父宮雍仁親王は、以後、日本ラグビーとの歩みを深めていく。
1923年（大正12年）9月1日 - 関東大震災が発生。
1923年（大正12年）12月24日 - 第1回早明戦を早稲田大学戸塚球場（後の東京都新宿区西早稲田）で開催され、42-3で早稲田が勝利。第5回（1927年、昭和2年）から12月第一日曜開催に固定された。

### 1924年 地域協会の誕生
1924年（大正13年）6月20日 - 関東ラグビー蹴球協会が発足した。慶應義塾ほか東京帝国大学・早稲田など各校OBからなるAJRAが設立母体。この年の早慶戦から、協会主催として入場料の徴収を始める。
1924年（大正13年）9月 - 九州ラグビー倶楽部が創立。後の九州ラグビーフットボール協会の母体。
1925年（大正14年） - 西部ラグビー蹴球協会が発足した。三高OB・同志社OBなどからなる関西ラグビー倶楽部が設立母体。九州ラグビー倶楽部は、西部協会九州支部として活動。
1925年（大正14年）12月 - 慶應義塾大学が上海へ、日本ラグビー史上初の海外遠征を行う。

### 1926年 日本ラグビー協会が誕生
1926年（大正14年）1月10日 - 第1回東西大学対抗ラグビーを開催。全国大学ラグビーフットボール選手権の前身。
1926年（大正15年）11月30日 - 日本ラグビー蹴球協会が創立。関東ラグビー蹴球協会と、西部ラグビー蹴球協会を統括運営する組織となる。役員人事は1928年（昭和3年）2月に決定し、名誉会長には関東協会会長の田中銀之助、副会長に高木喜寬、理事長に田辺九万三、会計役に香山蕃が就任、会長は候補から決めかねて空席となった（翌1929年に、副会長の高木喜寬が会長就任）。
1926年（大正15年）12月25日 - 大正天皇が崩御。以降、このシーズンは大会・試合が中止となる。
1927年（昭和2年）7月～9月 - 早稲田大学が73日間の海外遠征を行う。これをきっかけに3年後、日本代表のカナダ遠征へとつながる。同志社大学は満州へ、明治大学は上海へ遠征した。
1928年（昭和3年）1月 - 満州代表による日本遠征が行われた。同年、日本統治時代の朝鮮と満州にそれぞれラグビー協会が誕生し、西部協会の支部として発足した。
1928年（昭和3年） - ルール統一の必要性から、初代理事長の田辺九万三が、橋本壽三郎を委員長とする「競技規則制定委員会」を組織して、「競技規則」を制定した。後の「競技規則」のルーツとなる。T（トライの後、ゴール失敗）が3点、G（トライとゴール成功）が5点、PG（ペナルティゴール）3点、DG（ドロップゴール）4点とされ、長さ単位はヤード・フィート制だった。
1929年（昭和4年） - 初代会長として高木喜寛が就任。
1929年（昭和4年）2月8日 - 第1回学士ラガー7人制大会が、文部省の後援により開催 。
1929年（昭和4年）9-10月 - アメリカ合衆国での株式暴落を発端として、世界恐慌が起きる。
1929年（昭和4年）11月3日 - 大阪放送局（JOBK、後のNHK大阪放送局）から、初めてラジオでラグビーの試合が放送された。神戸東遊園地での京都大学とKRAC（関西ラグビー倶楽部）の対戦で、大阪ローカル放送だった。明治神宮外苑競技場で行われた11月23日の第8回早慶戦、12月8日の第7回早明戦は、東京放送局（JOAK、後のNHK東京放送局）から全国放送された。ラジオによるスポーツ中継は、すでに1927年（昭和2年）8月13日の第13回全国中等学校優勝野球大会から始まっていた。

### 1929年 花園ラグビー場が完成
1929年（昭和4年）12月22日 - 国内初のラグビー専用グラウンド花園ラグビー場が完成する。大阪電気軌道（後の近畿日本鉄道）社用地に、秩父宮雍仁親王の提案を元に作られた。
1930年（昭和5年） - 台湾ラグビー協会が西部協会の支部として発足する。
1930年（昭和5年）4月28日 - 第1回7人制大会が、関東ラグビー蹴球協会の主催により開催（中学、大学、実業の3部制）。

### 1930年 日本代表チーム誕生

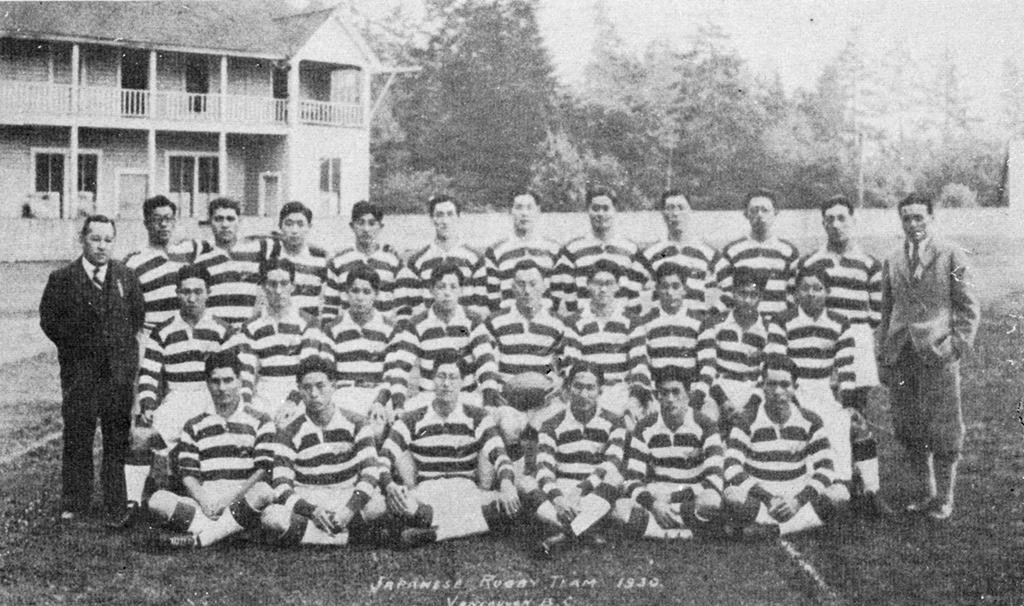
初の海外遠征を行った日本代表。右端のニッカーボッカーズ姿は、監督の香山蕃（1930年）

1930年（昭和5年）8月17日～10月15日 - 日本代表チームが結成され、初めて海外遠征し、カナダで7試合行う。テストマッチはカナダBC州（ブリティッシュコロンビア州）代表との1戦で、3-3（双方1トライずつ）の引き分けだった。
1930年（昭和5年）10月 - 日本ラグビー蹴球協会雑誌部から、初の機関誌『ラグビー』創刊。翌1931年までに11回発行されて休刊となった。
1931年（昭和6年） - 長野県の菅平高原が、ラグビー合宿所として法政大学ラグビー部を初めて誘致。翌年には早稲田大学も利用し、グラウンドが増えていった。
1932年（昭和7年）1月31日 - 国内での初テストマッチがカナダ代表と行われた。日本代表が2戦2勝。
1933年（昭和8年）9月 - 関東協会から機関誌『RUGBY FOOT BALL』創刊。1937年（昭和12年）までに27回発行された。
1934年（昭和9年） - 慶應義塾は、練習拠点を日吉キャンパス（横浜市港北区日吉）へ移す。このグラウンドには、1943年（昭和18年）に「日本ラグビー蹴球 発祥記念碑」が建立された。
1936年（昭和11年）2月16日 - 日本代表がニュージーランド大学選抜と花園ラグビー場で対戦し、9-9で引き分け。これが戦前最後のテストマッチとなった。
1936年（昭和11年）2月26日 - 二・二六事件が発生。

### 戦時下
1938年（昭和13年）5月5日 - 国家総動員法施行。日本政府は同年7月15日、閣議で1940年東京オリンピック開催権を返上した。
1939年（昭和14年） - 生活必需物資統制令 により、ラグビーボールなどゴム運動具は市販されず配給制になり、1942年（昭和17年）にはボールの配給自体が無くなった。
1941年（昭和16年）12月8日 - 第19回早明戦が行われた翌日（未明）に真珠湾攻撃が行われ、日本がアメリカとイギリスに宣戦布告し、太平洋戦争が始まる。
1942年（昭和17年） - 日本ラグビー蹴球協会の呼称および組織は、「大日本体育会闘球会」となり、政府の外郭団体となる。
1942年（昭和17年）5月16日 - 前年（第20回）まで11月23日に開催されていた早慶戦を春に実施（第21回）。さらに同年秋11月29日に第22回早慶戦を開催。この年、早明戦も5月（第20回）と12月（第21回）の2回行われた。以後4年間行われず、再開は終戦翌年の1946年からとなる。
1942年（昭和17年）11月 - ラグビーが「闘球」として海軍の飛行予科練習生の訓練科目になる。
1943年（昭和18年）1月 - 第25回全国中等学校ラグビーフットボール大会（後の全国高等学校ラグビーフットボール大会）が戦時中として最後の開催となる。
1943年（昭和18年） - 大日本学徒体育振興会発行の「学徒闘球講習会資料」で、ラグビー用語の日本語への言い換えが示される（例 : ラグビー=闘球、スクラム=整集、ルーズ=密集、トライ=達成、タックル=挺倒、ノックオン=前揆）。
1943年（昭和18）3月29日 - 文部省体育局「戦時学徒体育訓練実施要綱」により、「基礎訓練」の球技としてラグビー（闘球）が推奨される（抜粋：『体操、陸上運動、剣道、柔道、相撲、水泳、雪滑、球技（闘球その他適切なるもの）』）。
1943年（昭和18年） - 社会人スポーツは厚生省の統制下にあり、その政策にもとづき、政府外郭団体である大日本体育会の主催によるさまざまな社会人大会が行われ、ラグビーとしては7月に関東産業人実業団闘球紅白試合、10～11月に関東産業人実業団闘球大会が行われた。
1943年（昭和18年）9月 - 学生の「卒業までの徴兵猶予」が停止され、10月以降、満20歳に達した学生が徴兵へ（学徒出陣）。
1943年（昭和18年）10月16日 - 協会が明治神宮外苑競技場で「出陣学徒壮行紅白試合」を開催。日帰りのできる学校に通知を発し、土曜の午後、約100名が集まる。10月19日には、京都大学と東京帝国大学とで非公式・内密に、戦時下で最後の対戦。10月21日には豪雨の中、明治神宮外苑競技場で文部省主催の出陣学徒壮行会が行われた。
1943年（昭和18年）11月23日 - 戦時中として最後の全早慶戦を実施。戦時中は一部の学校で鍛錬として試合を実施した記録がある。
1945年（昭和20年）8月15日 - 終戦。戦時中だけでなく、終戦後にも、無名有名問わず多くのラグビー関係者が犠牲となった。

### 戦後
1945年（昭和20年）9月23日 - 戦後初の試合が京大グラウンド（京都市左京区）で開催。戦前から活動している関西ラグビー倶楽部が24−6で第三高等学校（京都大学の前身）に勝利した。関東地区では11月2日に、空襲を免れた成城高校（後の成城大学）のグラウンド（東京都世田谷区）を使い、学生、OBがそれぞれ紅白試合を行った。広島市では、原子爆弾を投下された4か月後の1945年（昭和20年）12月16日に、広島県ラグビー協会が「広島OB」チームを結成し、三菱工作（後の三菱重工業）との試合を広島県総合体錬場（後のBalcom BMW 広島総合グラウンド）で行った。
1946年（昭和21年）1月1日 - 戦前に元日恒例だった慶京定期戦（慶応義塾対京都大学）が復活した（第19回）。進駐軍に接収されていた日産厚生園グラウンド（後の井の頭公園西園、東京都三鷹市）で開催。3月25日には東西対抗試合（第16回）、4月29日には全早慶戦が復活した。
1946年（昭和21年）11月 - 日本ラグビーフットボール協会は、戦後初のルールブック「昭和21年度 競技規則」を作成。
1946年（昭和21年）11月 - 第1回国民体育大会を開催。ラグビーは成年の部（実業団選手中心）、少年の部（専門学校、中等学校の2部制）で実施。
1946年（昭和21年）11月23日 - 早慶戦が4年ぶりに明治神宮外苑競技場で開催される。9-8で慶應義塾が勝利。12月8日には早明戦も同じく開催、24-16で早稲田が勝利した。
1947年（昭和22年）1月 - 第26回全国中等学校ラグビーフットボール大会（後の全国高等学校ラグビーフットボール大会）を開催。戦時中3回の中止を受け、4年ぶり。
1947年（昭和22年） - 日本ラグビーフットボール協会の総裁に秩父宮雍仁親王が就任。
1947年（昭和22年） - 月刊誌「RUGBY」がラグビー社から発行。日本協会からのルール告知や国内・国外の試合結果を掲載し、1948年（昭和23年）まで日本ラグビーフットボール協会の機関誌的役割を担った。

### 1947年 東京ラグビー場が完成
1947年（昭和22年）3月 - 明治神宮外苑競技場が進駐軍に接収されていた（ナイル・キニック・スタジアム＝Nile Kinnick Stadiumと命名されていた）ため、新たなグラウンド建設を開始する。空襲で焼けた女子学習院の跡地で当時進駐軍の駐車場となっていた場所に東京ラグビー場（後の秩父宮ラグビー場）が、11月22日に完成した。建設資金は、主に香山蕃理事長の戦災火災保険金と各大学OBからの寄付だった。工事中、秩父宮雍仁親王が現場を訪れ「ラグビー協会は貧乏だから、よろしくたのむ」と、建設を担当していた鹿島組（後の鹿島建設）に頭を下げたというエピソードがある。
1947年（昭和22年）9月 - 西部ラグビーフットボール協会が、関西ラグビーフットボール協会と九州ラグビーフットボール協会に分かれる。関東ラグビーフットボール協会とともに、地域協会が3つになる。
1948年（昭和23年）3月 - 地域協会が3つになったことをきっかけに、各地域の選抜チームによる三地域対抗試合が始まる。
1948年（昭和23年）4月 - 学制改革が実施され、後の新制大学、高校制度が発足した。これにより日本人ラグビーチームとして2番目に誕生した第三高等学校は、旧制京都帝国大学と共に新制京都大学となる。
1948年（昭和23年）5月 - イギリス連邦占領軍のうちニュージーランド駐留軍とオーストラリア駐留軍とが、花園ラグビー場と東京ラグビー場で試合を行う。
1948年（昭和23年）10月10日 - ラグビー伝来50年の記念行事を東京ラグビー場や西宮第一グラウンド（西宮球技場）で行う。
1949年（昭和24年）- 日本ラグビーフットボール協会の理事長に香山蕃が就任し、戦後の日本協会が正式スタート。
1949年（昭和24年）2月25日 - 全国社会人ラグビーフットボール大会の前身となる第1回全国実業団ラグビー大会を開催。
1949年（昭和24年） - DG（ドロップゴール）を4点から3点に変更した。得点ルールの変更は1928年（昭和3年）以来。
1951年（昭和26年）10月1日 - 機関誌『RUGBY FOOTBALL』 を創刊。1930年（昭和5年）創刊の『ラグビー』、1933年創刊の『RUGBY FOOT BALL』をルーツとする。

### 1952年 戦後初のテストマッチ
1952年（昭和27年）4月28日 - 日本の主権が回復。
1952年（昭和27年）10月1日 - 戦後初となる16年8か月ぶりのテストマッチが、花園ラグビー場でオックスフォード大学と行われた。

### 1953年 秩父宮ラグビー場に改称
1953年（昭和28年）1月4日 - 秩父宮雍仁親王が逝去。5月12日に東京ラグビー場で追悼祭を実施し、式典後は日本選手チームと遠征来日中のイギリス連邦チームと紅白戦が行われた。後日、東京ラグビー場を秩父宮ラグビー場に改称した。勢津子親王妃が総裁に就任。
1953年（昭和28年）2月1日 - NHK東京テレビジョン（JOAK-TV）が開局。11月23日（勤労感謝の日）に早慶戦、12月6日（12月第1日曜）に早明戦 がテレビ中継される。

### 1953年 財団法人に
1956年（昭和31年）6月 - 財団法人として設立。6月6日に文部省が認可、6月16日に東京都が認可し、財団法人日本ラグビーフットボール協会となる。
1956年（昭和31年）7月3日 - アマチュアリズムを厳守することを理由に、競輪から寄付を受けている日本体育協会を脱退した。これにより、この年の国民体育大会では、少年部門（インターハイ）以外はラグビーが実施されなくなった。当時、日本ラグビーフットボール協会の事務所は、日本体育協会が所有する岸記念体育会館（千代田区神田駿河台）の中にあったが、これを機に、秩父宮ラグビー場横のクラブハウス（港区赤坂青山北町三丁目、後の港区北青山二丁目）に事務所を移転した。
1957年（昭和32年）6月22日 - 大学生・社会人のラグビー選手が国民体育大会に出られない状況を解消するため、日本体育協会に復帰。
1959年（昭和34年）9月 - 前年（1958年）から日本国内において、距離の単位を原則としてメートル法で表現するようになり、昭和34年度「競技規則」でも、ヤード・フィート制ではなくメートル法の表記に変更した。しかし、実際は国内でも「25ヤードライン」（後の22メートルラインに相当）などヤード呼称は残っており、完全にメートル制になるのは、国際ルールがメートル制に移行する1975年 からだった。
1961年（昭和36年）1月29日 - 日本選手権の前身となる第1回NHK杯争奪戦を開催した。

### 1962年 秩父宮ラグビー場を売却
1962年（昭和37年）10月1日 - 秩父宮ラグビー場について、国に支払う土地使用料の大きさに伴い、文部省（後の文部科学省）所管の特殊法人国立競技場（後の独立行政法人日本スポーツ振興センター）に移譲（売却）した。

### 1963年 戦後初の日本代表海外遠征
1963年（昭和38年） - 日本代表が戦後初めて海外遠征し、カナダで5試合行う。初の海外遠征以来、33年ぶり。

### 1964年 日本選手権が始まる
1964年（昭和39年）3月 - 第1回日本ラグビーフットボール選手権大会（日本選手権）を開催。
1964年（昭和39年）10月 - 東京オリンピック開催。秩父宮ラグビー場はサッカーの試合会場となる。
1965年（昭和40年）1月 - 第1回全国大学ラグビーフットボール選手権大会を開催。
1965年（昭和40年）春 - 日本ラグビーフットボール協会の事務所を、秩父宮ラグビー場横のクラブハウスから、前年に新築された岸記念体育会館（渋谷区神南）に移転する。1956年以来、9年ぶり。
1965年（昭和40年）11月 - 秩父宮ラグビー場を練習場とする、小学生・中学生を対象にした協会直営のラグビースクールが誕生。
1967年（昭和42年）6月16日 - 「関東学生ラグビーフットボール連盟」が、法政大、中央大、日本大、専修大、防衛大、東洋大、国士館大の7校によって結成され、これに大東文化大を加えた8大学で「関東大学ラグビーリーグ戦グループ」によるリーグ戦を新たに行うことを決めた。他方、慶應義塾大、早稲田大、明治大などは「関東大学ラグビー対抗戦グループ」と呼ばれることになる。
1970年（昭和45年）11月23日 - 日本協会は1都1道2府16県にある25のラグビースクールを初めて公認した。
1971年（昭和46年）3月20日～4月8日 - 全国高等学校ラグビーフットボール大会50周年の記念事業として初めて高校日本代表を結成し海外遠征を行う。1977年からは毎年度に1回ずつ、海外遠征を実施するために高校日本代表を結成。
1971年（昭和61年）9月 - 国際ルール変更に従い、トライを3点から4点へ変更。
1975年（昭和50年） - 国際ルールにおいて、距離や長さに関する単位はヤード・フィート・インチからメートル・センチへと変更される。25ヤードラインは22メートルラインになり（22.86mから22ｍへ位置変更）、10ヤードラインは10メートルラインとなる（9.14ｍから10ｍへ位置変更）。

### 1976年 7人制、国際試合に初参加
1976年（昭和51年）3月28日 - 第1回香港セブンズに日本代表が参加。これが男子7人制日本代表初の国際試合となる。
1978年（昭和53年）1月2日 - 大学選手権準決勝の会場（秩父宮ラグビー場）に、ラグビーとして初めてフェンス広告（広告幕）を設置。アマチュアリズム遵守のなか、グラウンド施設資金の積み立てに使途を限定して実施した。
1979年（昭和54年）9月 - 得点表示のルールが「トライ後のゴール2点をトライの得点と別に表示する」となった。これにより、これまで「T（トライのみ。ゴール失敗）4点、G（トライと、ゴール成功の合計）6点」 で表記していたものを、「T（トライのみカウント）4点、G（ゴールのみカウント）2点」 へと変更された。
1980年（昭和55年）夏 - 秩父宮ラグビー場の南スタンドが完成する。
1982年（昭和57年）11月4日 - 日本ラグビーフットボール協会の本部事務所が、岸記念体育会館（渋谷区神南1-1-1）から秩父宮ラグビー場横に新築されたクラブハウス（港区北青山2-8-35）に移転した。1965年春以来、17年半ぶりの移転。
1982年（昭和57年）12月5日 - 空前のラグビーブームのなか、早明戦が行われた国立競技場は、有料入場券発売が66,999枚を記録し、1964年東京オリンピックの開会式と閉会式の発売枚数に次いで第3位となった。当時の国立競技場の定員は62,064人だったが、前売り4万枚に加え、当日券約2万枚を求めて会場外に多くの人が集まったため、当日来場しない1～2割の人数を見込んで、追加発売したことによるものだった。これによる観客席の混乱はなかったという。また、当時は正確な入場者数が把握できず、国立競技場は「有料入場券発売枚数」を公式な人数として発表していた。

### 1982年 キャップ制導入
1982年（昭和57年）12月17日 - 代表キャップ制度を発足。1930年カナダ遠征までさかのぼって、対象者にキャップが付与された。
1983年（昭和58年） - 女子ラグビー3チームが発足。世田谷レディース（後の世田谷区ラグビースクール）、ブラザー工業レディース（後の名古屋レディースR.F.C）、松阪レディース。

### 1985年 新日鐵釜石7連覇
1984年（昭和59年）11月23日 - 第61回早慶戦において、国立競技場のチケット販売が同施設歴代8位の64,001人となった。
1985年（昭和60年）1月6日 - 第21回全国大学ラグビーフットボール選手権大会で同志社大学が大会史上初の3連覇。
1985年（昭和60年）1月15日 - 第22回日本ラグビーフットボール選手権大会で、新日鐵釜石が大学3連覇の同志社大学を破り、7連覇。会場の国立競技場チケット販売が64,636枚で、ラグビー日本選手権で最高となった。国立競技場としては歴代5位の有料入場券発売枚数だった。

### 1987年 第1回ワールドカップ
1987年（昭和62年） - 日本ラグビーフットボール協会が国際ラグビーフットボール評議会（IRFB、後のワールドラグビー）に加盟。
1987年（昭和62年） - ワールドカップ1987（第1回大会）に日本が招待される。
1988年（昭和63年）1月15日 - 第25回日本ラグビーフットボール選手権大会で、早稲田大学が東芝府中を22-16で下す。大学チームによる日本選手権の優勝は、これが最後となる。翌年からは神戸製鋼の7連覇が始まる。
1988年（昭和63年）4月 - 日本女子ラグビーフットボール連盟が発足。11月3日に第1回女子ラグビー交流大会が開催された。
1989年（昭和64年）1月7日 - 朝、昭和天皇が崩御。その日の高校大会決勝、翌8日の高専大会決勝は中止となり、両校優勝。

### 日本独自のテストマッチ定義と、その廃止
1989年（昭和64年）5月28日 - 日本代表とスコットランドとの試合で、28-24で日本が勝利。日本側は「スコットランド代表」とのテストマッチ（日本側はキャップ対象試合）として扱い、国内マスコミでも報道された。しかしスコットランド側は中心選手9名を欠くチーム編成のため、もとから「スコットランドXV」と名乗り、テストマッチ扱いしていなかった（スコットランド側はキャップ非対象試合）。強豪IRB8か国の1つへの「金星」ということで、試合後「宿澤コール」が会場の秩父宮ラグビー場に鳴り響き、宿澤広朗監督は胴上げされた。日本のスポーツ新聞各紙はこの「スコットランド代表を破った金星」として一面で大々的に報道したほか、雑誌Sports Graphic Number「第8回Number MVP賞」は日本代表チームが受賞した。
1990年（平成2年） - 前年勝利したスコットランド戦のような、それまで日本独自だったテストマッチ定義を廃止した。新たなテストマッチの定義を、「国際ラグビー機構（後のワールドラグビー）の認めた国際試合」とする（二軍に相当するXVチームやA代表、学生チームなどが相手の際は、キャップ対象試合とはしない）。なお、過去の基準でのキャップ授与は、取り消さないことになった。日本ラグビーフットボール協会公式サイト 「日本協会主催試合・国際試合一覧」 で、1990年の前後でテストマッチとなる相手チームが大きく変わったことが確認できる。
1991年（平成3年） - 寛仁親王が名誉総裁に就任。
1991年（平成3年）4月 - ウェールズで第1回女子ラグビーワールドカップ（1991 Women's Rugby World Cup）開催。これが女子日本代表として最初の国際試合となる。
1992年（平成4年）8月25日 - トライが4点から5点へ変更。
1993年（平成5年） - 第1回ジャパンセブンズ選手権大会を開催。
1994年（平成5年）4月 - フィジー来日戦から国内会場でドーピング検査が行われる。競技会以外では、1990年7月の日本代表菅平合宿から。

### 1995年 神戸製鋼7連覇
1995年（平成7年）1月15日 - 第32回日本ラグビーフットボール選手権大会で、神戸製鋼が大東文化大学を102-14で大勝し、大会7連覇。この大差に、社会人1位と大学1位で「ラグビー日本一」を決める形式は、2年後（1997年）の開催が最後になる。また、2日後（1995年1月17日）に阪神・淡路大震災が発生し、特に兵庫県内の被害・影響が大きかった。
1995年（平成7年）6月4日 - ワールドカップ1995のニュージーランド戦において、日本代表が17-145で歴史的大敗。ワールドカップ史上の最多失点として、ワースト記録が今も残る。

### 1995年 国際ラグビーのプロ化宣言
1995年（平成7年）8月26日 - IRFB（国際ラグビーフットボール評議会）がラグビーユニオンのオープン化（プロ化）を宣言した。選手の報酬制限やメディア活動制限など、それまでのアマチュアリズムが全て撤廃されることになった。この背景には、アマチュア志向の15人制ラグビーユニオンから、100年前に分裂しプロ化していた13人制ラグビーリーグへと、多くの報酬を求めて選手が流出する危機感が背景にあった。ラグビーのプロ化に対応するため、日本ラグビーフットボール協会は国際委員会や技術情報部会を設けた。
1996年（平成8年）9月14日 - 退場に準じる処置として「シンビン制度（一時的退出）」を導入。レフリーによるカードの提示は2002年（平成14年）から。
1996年（平成8年）10月 - ローマでのIRB総会で日本、カナダ、イタリア、アルゼンチンがIRBの常任理事国として承認された。金野滋専務理事がIRB常任理事に就任した。以後、金野は功績が称えられ、2019年にワールドラグビー殿堂入りとなる。
1997年（平成9年）9月9日 - 各地域協会・連盟と前後して、日本ラグビーフットボール協会がインターネットホームページを開設。
1998年（平成10年） - 4月開催の「ウィダー日英学生ラグビー対抗戦」（横浜国際総合競技場・秩父宮ラグビー場）から、協会指定のプレイガイドに加え、チケットぴあ、チケットセゾンでも入場券を購入できるようになった。
1999年（平成11年）1月 - 全国教育系大学ラグビーフットボール大会が、参加校の減少により、この第34回をもって終了。
1999年（平成11年）12月 - 村田亙がフランスリーグのバイヨンヌ（アヴィロン・バイヨネ）とプロ契約し、日本人初のプロ選手となった。
2000年（平成12年） - 吉田義人がフランスUSコロミエとプロ契約した。日本ラグビーフットボール協会では「日本ラグビー改革プロジェクト」を発足し、組織・強化・マーケティング・普及の4部門で日本ラグビーの「アマ・プロのオープン化」に備えた。

### 2001年 日本ラグビーもオープン化
2001年（平成13年）1月 - 日本ラグビーフットボール協会が「アマ・プロのオープン化」を宣言した。5月〜6月に、計8名の日本代表選手が日本ラグビーフットボール協会と専従契約を結んだほか、活躍に応じた報酬規定などが定められた。
2001年（平成13年）9月 - 大正製薬が日本代表チームの主要スポンサーになる。以後、同チームの試合に冠名がつき、2013年（平成25年）11月以降は、国内開催テストマッチおよびそれに準じる試合が「リポビタンDチャレンジカップ」、海外遠征が「リポビタンDツアー」となる。2011年に男子7人制、2013年に女子15人制・女子7人制も加わる。
2001年（平成13年） - 日本ラグビーのファンクラブ「JRFUメンバーズクラブ」を開設。会報発行、観戦チケット優先販売、会員向けイベント などを行う。
2002年（平成14年）3月 - 香港女子セブンズ2002（Hong Kong Women's Sevens 2002）に出場、これが女子7人制として初のテストマッチ（公認国際試合）となる。
2002年（平成14年）4月1日 - 日本女子ラグビーフットボール連盟が日本ラグビーフットボール協会に加盟。
2002年（平成14年）6月1日 - 南半球でイエローカード・レッドカードが導入される。北半球は8月1日から。
2002年（平成14年） - 「ユース強化元年」と位置づけ、既存のU19・U21に加え、初めてU17日本代表候補チームを編成、この年からU17夏期強化合宿を行った。その後、8月下旬の「日・韓・中ジュニア交流競技会」にU17が出場する流れを設けた。
2003年（平成15年）3月 - アメリカ合衆国・イギリス・オーストラリア と イラク との間で緊張が高まり、高校日本代表によるイングランド遠征が直前に中止される。同月、イラク戦争が勃発。

### 2003年 社会人「トップリーグ」誕生
2003年（平成15年）9月13日 - 社会人ラグビーにおいて、ジャパンラグビートップリーグが開幕し、プロ選手契約が推進される。
2003年（平成15年）10月 - ワールドカップ2003に向けた壮行会でジャパンラグビー応援ソングとして、ゆず『威風堂々』が発表され、試合会場でCD販売も行われた。
2003年（平成15年） - ワールドカップ2003から、国際ルールとしてトライ可否の確認のためにTMO（テレビジョンマッチオフィシャル）が導入された。日本国内での運用は2008年（平成20年）11月のアメリカ戦から。
2003年（平成15年）10月12日 - ワールドカップ2003の初戦スコットランド戦で健闘。地元オーストラリアのメディアで「Brave Blossoms」と報道され、男子日本代表の愛称となる。
2004年（平成16年）第1回全国小学生タグラグビー選手権大会を開催。
2006年（平成18年）1月8日 - 第42回全国大学ラグビーフットボール選手権大会で、清宮克幸監督率いる早稲田大学が大会最多となる13回目の優勝。それまで12回優勝で並ぶ明治大学を抜く。以後、2020年1月11日に第56回大会で16回目の優勝となり、最多記録を更新している。
2007年（平成19年）1月13日 - 第43回全国大学ラグビーフットボール選手権大会で関東学院大学が6回目の優勝。以後、関東大学リーグからの優勝校は出ていない。
2007年（平成19年）2月26日 - 「ATQ（Advance to the Quarterfinal）プロジェクト」を発表。ワールドカップ2011に向けて、U20世代の人材を発掘・育成する。第1回セミナーには当時高校生の山中亮平、大学生の畠山健介なども参加した。
2007年（平成19年）8月10日 - 秩父宮ラグビー場に夜間照明が設置され、午後7時30分から日本代表対アジア・バーバリアンズの試合が行われた。1973年の秩父宮ラグビー場の改修の際に、オイルショックや資金難で夜間照明が撤去されていた。
2007年（平成19年） - スポーツ振興くじ売上からの助成金が始まる。大会運営、合宿運営、選手・指導者育成、施設整備、広報事業、ドーピング検査など、毎年、助成対象は多岐にわたる。
2008年（平成20年） - ジュニア世代U19・U21のIRB世界大会が、U20ジュニアワールドチャンピオンシップ（後のワールドラグビーU20チャンピオンシップ / ワールドラグビーU20トロフィー）に統合され、U20日本代表を結成。
2008年（平成20年）5月31日 - 国立競技場で開催した「ジャパンXV vs クラシック・オールブラックス」で無料託児サービスを実施。
2008年（平成20年）11月- 日本で初めてTMO（テレビジョンマッチオフィシャル）を、アメリカ代表戦のテストマッチ2試合において実施した。当時はトライの可否に関する確認のみの運用。初回11月16日の試合では、前半30分でTMOが行われ、日本のトライが認められなかった。国内戦では、トップリーグ2008-2009シーズンにおいて、2009年2月に開催されたプレーオフシリーズ「マイクロソフトカップ」で初めて導入した。
2009年（平成21年）6月5日～21日 - U20を対象にしたIRBジュニアワールドチャンピオンシップを日本で開催。

### 2009年 RWC2019日本開催が決定
2009年（平成21年）7月28日 - 2004年からのワールドカップ日本招致活動が実り、ラグビーワールドカップ2019の日本開催が、IRB（国際ラグビー評議会）理事会で決定する。
2009年（平成21年）10月9日 - 国際オリンピック委員会（IOC）総会で、2016年（リオデジャネイロ大会）と2020年のオリンピックで7人制ラグビーが正式種目として実施されることが決まった。2020年大会の開催地（東京）は、2013年（平成25年）9月7日に決まった。
2009年（平成21年） - 小学校学習指導要領「体育」の中で、「タグラグビー」が採用される。小学校の指導内容に「ラグビー」の文字が初めて加わることになった。2017年（平成29年）告示の小学校学習指導要領（体育編）にもタグラグビーが記載されている。
2010年（平成22年）4月3日 - 日本ラグビーフットボール協会が、全国47都道府県ラグビー協会の会長・理事長を集めて「全国都道府県ラグビー協会会議」を開催し、ワールドカップ2019に向けた戦略計画の説明を行った。47都道府県のラグビー協会が一堂に会すのは史上初となる。
2010年（平成22年） - 日本ラグビーフットボール協会内に女子委員会が設立され、日本女子ラグビーフットボール連盟は発展的解消となる。

### 2011年 東日本大震災
2011年（平成23年）3月11日 - 東日本大震災が発生。3月13日開幕予定の三地域対抗試合の中止をはじめ、4月1日開幕予定の第12回全国高等学校選抜ラグビーフットボール大会が中止になる など、多くの試合や合宿、遠征、イベントが中止または延期となった。3月17日には支援物資を送付する活動協力を開始、3月30日には義援金受付口座を開設。また、協会だけでなくさまざまなラグビー関連団体がチャリティーイベントを開催し、被災地岩手県大槌町ではタグラグビーのイベントを3月29日から5日間行った。2011年夏のパシフィックネイションズカップは全試合を東京で開催する予定だったが、初日1試合だけ秩父宮ラグビー場で行い、他の試合はすべてフィジーで実施した。
2011年（平成23年）5月 - 新設された「JRFU表彰制度」に基づき、その第1回となる2010年度（平成22年度）受賞者を発表。以降毎年、日本ラグビーへの功労者を表彰する。
2011年（平成23年）7月29日 - 「タレントID（Talent Identification）キャンプ」（TIDキャンプ）を初開催。ワールドカップ2019に向けてU15～U20の選手の育成を行う。2年後の2013年3月には「TIDシニアキャンプ」が開始された。
2012年（平成24年）4月 - 公式Twitterアカウント「@JRFUMedia」開設。
2012年（平成24年）6月6日 -  名誉総裁の寛仁親王が薨去。
2012年（平成24年） - 坂田好弘が日本人として初めて国際殿堂入り。
2013年（平成25年）1月13日 - 第49回全国大学ラグビーフットボール選手権大会で、帝京大学が大会史上初の4連覇。2018年1月第54回大会での9連覇まで、帝京の黄金期が続く。
2013年（平成25年）1月18日 - 日本ラグビーフットボール協会がぴあ株式会社に委託し運営する、公式チケット販売サービス「Ticket RUGBY」が開始。これにより全国大会、トップリーグ、大学リーグなど国内開催のほとんどのラグビー試合観戦チケットの告知・販売業務が集約された。

### 2013年 公益財団法人に
2013年（平成25年） - 国際ルールにおいて、TMOの運用範囲がファウル判定にも拡大された。
2013年（平成25年） - 児童への教育・普及育成を目的に「スクラム・ジャパン・プログラム」を開始。
2013年（平成25年）4月1日 - 公益財団法人へ移行。公益財団法人日本ラグビーフットボール協会となる。
2013年（平成25年）6月18日 - 女子日本代表の愛称「サクラフィフティーン」「サクラセブンズ」が決まる。
2013年（平成25年）7月 - 公式YouTubeチャンネル「JAPAN RUGBY TV」開設。
2013年（平成25年）12月1日 - 翌年からの改築工事をひかえた国立競技場での最後の早明戦で「さよなら国立セレモニー」が行われ、松任谷由実が『ノーサイド』を歌唱した。
2014年（平成26年） - 第69国民体育大会から、ラグビー成人の部が15人制から7人制になる。7人制が2016オリンピック正式競技となるため。
2014年（平成26年）11月19日 - IRB（国際ラグビー評議会）がWR（ワールドラグビー）に改称。

### 2014年 スーパーラグビーに参加
2014年（平成26年）11月20日 - ワールドカップ2019に向けた強化策の一つとして、スーパーラグビーへ、日本チームの参加契約を締結。2016年シーズン（2016年2月開始）からの出場が決まる。日本チームの運営は一般社団法人ジャパンエスアールが行う。
2015年（平成27年）5月 - 日本ラグビーフットボール協会が「BRAVE BLOSSOMS」を商標登録出願。2016年1月29日登録。
2015年（平成27年) - 花園ラグビー場が近畿日本鉄道から東大阪市へ移譲。改修を進め、ラグビーワールドカップ2019の試合会場選定を目指す。
2015年（平成27年）9月19日 - ワールドカップ2015（イングランド大会）において、ブライトン・コミュニティスタジアムで世界ランキング13位の日本代表が 3位の南アフリカ共和国代表を34-32で破り、「ブライトンの奇跡」と称された（「ラグビーワールドカップ2015日本対南アフリカ」を参照）。
2015年（平成27年）10月5日 - スーパーラグビーに出場する日本チームの名称が公募により「サンウルブズ」に決まる。
2015年（平成27年）10月27日 - ワールドカップ2019（日本大会）のロゴがロンドンで発表された。
2016年（平成28年）5月 - 一般社団法人日本ラグビーフットボール選手会がトップリーグの選手を中心に設立される。

### 2016年 オリンピックで7人制ラグビー
2016年（平成28年）8月 - 2016年リオデジャネイロオリンピックで、初めて7人制ラグビーが正式競技として実施された。日本男子は12チーム中4位、女子は12チーム中10位。
2016年（平成28年） - 第71回国民体育大会から女子7人制ラグビーが加わる（2014年・2015年はエキシビジョンマッチを実施）。
2016年（平成28年） - 社会人トップリーグで2016-17シーズンからHIA（脳震盪診断プロセス）が導入される。
2016年（平成28年）11月 - 大畑大介が日本人として2番目の世界殿堂入り。
2017年（平成29年）1月18日 - 理事会において、日本ラグビーフットボール選手権大会（ラグビー日本選手権）への大学チーム参加をやめることを決定。社会人チームは、トップリーグ運営やスーパーラグビーへの選手参加などを通じて技術向上を目指し、大学チームとの力の差が大きくなったことによる。
2017年（平成29年）7月 - 公式Instagramアカウント「japanrugby_jrfu」開設。
2017年（平成29年）10月 - ラグビーワールドカップ2019日本大会公式キャッチコピーとして「4年に一度じゃない。一生に一度だ。- ONCE IN A LIFETIME -」が発表される。
2017年（平成29年） - 11月4日開催の日本代表対オーストラリア戦 から、日本協会として初めて「BRAVE BLOSSOMS」をキーワードにしたプロモーション（WE ARE BRAVE BLOSSOMS）を始める。

### 2018年 帝京大学9連覇
2018年（平成30年）1月7日 - 第54回全国大学ラグビーフットボール選手権大会で岩出雅之監督が率いる帝京大学が9連覇。
2018年（平成30年）1月26日 - ラグビーワールドカップ2019日本大会の公式マスコットとして「Ren-G」を発表。
2018年（平成30年）3月31日 - 日本ラグビーフットボール協会が、コーチ及びスタッフを表彰する「ジャパンラグビーコーチングアワード」を制定。第1回となる2017年度の最優秀賞は、大学選手権を9連覇した帝京大学の岩出雅之監督が受賞。
2018年（平成30年）5月18日、日本協会理事の浅見敬子がワールドラグビーの理事に選出された。
2018年（平成30年）10月17日 - 男女7人制日本代表および女子15人制日本代表にもキャップ制度を導入。過去にさかのぼって対象者にキャップを授与する。
2018年（平成30年）11月1日 - B'zの「兵、走る」(つわもの、はしる) が「リポビタンD ラグビー日本代表応援ソング」としてリリース。以降、CMのほか、ラグビーワールドカップ2019の日本代表試合会場でも流れ、2023年に至るまで日本代表戦の国内会場で流れている。
2018年（平成30年）12月 - TID（Talent IDentification=人材発掘・育成）キャンプにおいて、高校1・2年生、身長190cm以上、体重120kg以上、立ち幅跳び280cm以上のいずれかに準ずる選手 を集めた「Bigman＆Fastman Camp」を開始。以後、毎年夏と冬に実施。途中、2020年度・2021年度には、新型コロナウイルス感染症対策期におけるリモート指導を経た。
2018年（平成30年）12月22日 - 第55回全国大学ラグビーフットボール選手権大会の準々決勝まで、帝京大学が大会38連勝を記録（2009年12月27日、第46回大会の2回戦から）。
2019年（平成31年）3月22日 - スーパーラグビーを主催するSANZAARが、サンウルブズとの契約更新をせず、除外を発表。日本側にとっては、高額な参加負担金がネックとなった。サンウルブズの活動は2020年シーズンが最後になる。後に、南アフリカとアルゼンチンも2020年離脱となり、2021年のスーパーラグビーは、オーストラリアとニュージーランドのみによる国内大会規模へと縮小された。
2019年（平成31年）4月1日 - 一般社団法人日本ブラインドラグビー協会（JBRU）が設立される。
2019年（令和1年）5月10日 - 彬子女王が名誉総裁に就任。
2019年（令和1年）8月 - ワールドラグビーの理事が、浅見敬子から齋木尚子に交代。12月には河野一郎から岩渕健輔に交代。
2019年（令和1年）9月 - 金野滋がワールドラグビー殿堂入り。日本人で3人目。

### 2019年 ワールドカップの成功
2019年（令和元年）9月20日～11月2日 - ラグビーワールドカップ2019日本大会が開催され、日本代表は初のベスト8に進出。全45試合のチケットは99.3％販売、日本国内応援施設（ファンゾーン）にのべ120万人が入場した。地上波テレビ視聴率は、日本対南アフリカの準々決勝と、決勝進出がかかるスコットランド戦が、2019年の全番組で1位・2位となった。世界規模では、テレビや配信により大会歴代最高となる8億5700万人が試合を視聴し、前大会から26％増となり、成功をおさめた。日本代表の活躍に関連した流行語も続出し、1980年代前半のブームをしのぐ「空前のラグビーブーム」と言われた。
2019年（令和元年）11月27日 - チケット優先販売などファン向けWEBサービス「ラグビーファンID」の受付を開始。
2019年（令和元年）12月11日 - 東京都千代田区の丸の内仲通りで、晴海通りから御幸通りまで800メートル にわたり日本代表28人 が歩いてパレードを行った。平日ながら約5万人(主催者発表)の観衆が集まった。
2019年（令和元年）12月31日 - 第70回NHK紅白歌合戦に日本代表19人 がゲスト出演。チームソング『ビクトリーロード』をアカペラで司会者や観客と共に合唱した。さらに松任谷由実がワールドカップ2019の日本代表試合シーンと共に『ノーサイド』を歌唱した。
2020年（令和2年）1月 - 社会人トップリーグに代わる、新リーグに関する参入要件の骨子が発表される。

### 2020年 感染症流行への対応
2020年（令和2年）3月 - 新型コロナウイルス感染症の世界的な流行により、国内外において2022年まで多くの試合や遠征が中止となる。社会人トップリーグ2020シーズンも順位もつかないまま途中で終了し、5月に予定されていた「第57回日本ラグビーフットボール選手権大会」（トップリーグ決勝トーナメント）も中止された。サンウルブズが参加しているスーパーラグビーも中断し、シーズン内に再開されないまま、サンウルブズは活動終了、解散となる。
2020年（令和2年）3月25日 - 東京オリンピック2020が翌年へ開催延期となり、7人制ラグビー男子日本代表・7人制ラグビー女子日本代表はその対応に追われる。
2020年（令和2年）8月24日 - ワールドカップ2019のマスコットキャラクター「Ren-G」を、協会マスコットとして採用。
2020年（令和2年）11月 - ワールドラグビー理事に岩渕健輔が就任。
2021年（令和3年）3月1日 - 日本ラグビーフットボール協会は、超長期的なビジョンとして「JAPAN RUGBY 2050」を示し、具体的な「中期戦略計画2021-2024」もあわせて発表した。
2021年（令和3年）4月1日 - 社会人新リーグの設立準備などの主管権が、日本ラグビーフットボール協会から一般社団法人ジャパンラグビートップリーグ（後の一般社団法人ジャパンラグビーリーグワン）へ委譲される。

### 2021年 「日本選手権」終了
2021年（令和3年）5月23日 - 社会人リーグ「ジャパンラグビートップリーグ2021」の、最終試合となる決勝戦を開催。新型コロナウイルス感染予防対策として、観客数の上限を5,000人とした（実際の観客数は4,668人）。日本ラグビーフットボール協会主催によるトップリーグ18年間の歴史が終了。この準決勝・決勝は第58回日本選手権も兼ねており、日本ラグビーフットボール選手権大会（日本選手権）58年間の歴史にも幕が下りた。
2021年（令和3年）7月 - 東京オリンピック2020が開催され、7人制ラグビー男子日本代表は12国中11位。7人制ラグビー女子日本代表は5戦全敗で12国中12位。
2021年（令和3年）8月1日 - 「50:22（フィフティー・トゥエンティートゥー）」「ゴールラインドロップアウト」などの新しいルールを導入。
2021年（令和3年）9月 - 高校生・大学生を対象とした、招待・募集による『女子15人制TID「Strong Girls」発掘プロジェクト』を開始。さらに、女子高校生対象の次世代リーダー育成事業「ラグビー・エンパワメント・プロジェクト」を設け、高校部活動へのフォローを強める。2023年度には男女共同参画の視点からすべての高校生が対象となった。

### 2022年 社会人リーグが分離独立
2022年（令和4年）1月 - 社会人リーグ「ジャパンラグビーリーグワン」が開幕。協会から分離独立での運営となり、一般社団法人ジャパンラグビーリーグワンが主催する。
2022年（令和4年）1月1日 -  20年続いた公式ファンクラブを「JAPAN RUGBY SAKURA CLUB」にリニューアル。協会から独立した社会人リーグは対象外となり、ラグビー日本代表（男子15人制・女子15人制、男子7人制・女子7人制）に特化したファンクラブへと刷新された。協会が主催している学生全国大会チケット先行販売も引き続き行う。
2022年（令和4年）3月 - 「ラグビー競技における脊髄損傷への再生医療適応プロジェクト」開始。日本ラグビーフットボール協会が研究機関への寄付を行う。
2022年（令和4年）5月12日 - ワールドラグビーが2033年までのワールドカップ（15人制）開催地を決定した。2027年男子と2029年女子はオーストラリアで、2031年男子と2033年女子をアメリカ合衆国で開催。男女セットで開催地を決定する方針により、ワールドカップ日本開催を再誘致する上で女子ラグビーの充実が不可欠となる。
2022年（令和4年）7月1日 - 「50:22」「ゴールラインドロップアウト」「フライングウェッジ改訂」などワールドラグビーの新ルールが正式採用された。ハイタックル厳罰化は、日本では9月1日から実施した。

### 2022年 「新秩父宮ラグビー場」建設計画
2022年（令和4年）8月22日 - 秩父宮ラグビー場に替わる新しい競技場（仮称・新秩父宮ラグビー場）の建設・運営について、日本スポーツ振興センターが、鹿島建設・三井不動産・東京建物・東京ドームなどによる企業体を選定した。2023年（令和5年）3月から明治神宮第二球場を取り壊し、2024年（令和6年）に着工する。新ラグビー場は屋内施設で人工芝となる。運用開始は2027年（令和9年）12月末を予定し、すべての工事が完了するのは2034年（令和16年）5月末の見込み。敷地面積はこれまでの約35,459㎡から約43,466㎡に増えるが。収容観客数は現秩父宮ラグビー場が24,871人に対し、新ラグビー場は15,547人と大幅に減る計画となった。完全密閉型スタジアムであるパリ・ラ・デファンス・アレナ（旧名称・Uアリーナ）が、計画の際のモデルとなっている。
2022年（令和4年）10月26日 - 日本ラグビーフットボール協会公式スマートフォン用アプリ「JAPAN RUGBY APP（ジャパンラグビーアプリ）」開始。日本代表、リーグワン、大学などのニュースやチーム情報などのコンテンツを配信する。
2022年（令和4年）10月29日 - リポビタンDチャレンジカップ2022 日本代表対ニュージーランド代表において、会場となった国立競技場の入場者数が65,188人となり、ラグビー国内開催テストマッチとして、さらに国立競技場改築後のイベントとしても、最多入場記録を更新した。近隣の秩父宮ラグビー場では、JAPAN RUGBY AUTUMN FEST 2022を開催し、同試合のパブリックビューイングなどラグビーPRイベントを行った。
2022年（令和4年）12月1日 - JRFU福岡トレーニングセンター開業。2021年末に廃部となったコカ・コーラレッドスパークスの拠点「さわやかスポーツ広場」（福岡市東区香椎浜ふ頭）を承継した。2023年5月に、施設名を「JAPAN BASE」として全面開業した。九州ラグビーフットボール協会の事務所もここに移転し、日本代表強化事業と市民利用によるラグビーおよびスポーツ普及事業を展開する。2023年9月10日にはJAPAN BASEで女子日本代表がフィジー代表とテストマッチを行った。
2022年（令和4年）12月1日 - 日本ラグビーフットボール協会、一般社団法人ジャパンラグビーリーグワン、ソニーグループ株式会社の日本協会がリーグワンなど三者により出資設立したWEBサービス企業であり合弁企業「ジャパンラグビーマーケティング株式会社」の設立への契約を締結。協会が運営する日本代表チームと、別団体による運営のリーグワンも合わせて、プロモーション、観戦チケット・グッズの販売、コンテンツ配信を行う。2023年1月6日設立（登記）。2023年5月には株式会社NTTドコモが出資参画。

### 2023年 ハイパフォーマンスユニオンに
2023年（令和5年）1月8日 - 第59回全国大学ラグビーフットボール選手権大会の決勝で帝京大学が早稲田大学を73-20で下す。73得点は、決勝での最多得点大会記録となる。
2023年（令和5年）4月12日 - 「女子ラグビー中長期戦略計画」を発表。あわせて岩渕健輔専務理事は、2035年に男子ワールドカップ、2037年に女子ワールドカップの日本開催への希望を示した。また、1,000人程度の女子の選手登録者数を「年率6.5%で拡大させて2050年に1万人を達成」することが示された。
2023年（令和5年）5月8日 - 政府が新型コロナウイルス感染症への対策基準を引き下げ。これにより日本ラグビーフットボール協会も、大会開催や練習に関する感染対策ガイドライン（規制）を廃止。2020年ウイルス流行前の基準に戻る。
2023年（令和5年）5月10日 - 日本ラグビーフットボール協会は、ニュージーランドラグビー協会との連携と定期的な試合開催の覚書を締結した。7月21日にはラグビーオーストラリア（オーストラリアラグビー協会）と定期的な対戦や交流を行う覚書を締結、8月27日にはイタリアラグビー連盟と協力関係強化の覚書を締結。
2023年（令和5年）5月11日 - ワールドラグビーは、定款の第9条4項「評議会の議決権」を改定し、日本を「ハイパフォーマンスユニオン」と位置づけた。これにより、シックス・ネイションズ・チャンピオンシップ（欧州6か国）またはSANZAARラグビー・チャンピオンシップ（南半球4か国）に参加している強豪国「ティア1」10か国と同じく、ワールドラグビー理事会の投票権が3票に増えた（従来の日本の投票権は2票）。これによりワールドラグビーの日本の理事は、齋木尚子と岩渕健輔に、土田雅人が加わり3人に増えた。
2023年（令和5年）5月17日 - 2019年11月に開始したWEBサービス「ラグビーファンID」を、新サービス「Japan Rugby ID」に移行。2022年12月に発足したジャパンラグビーマーケティング株式会社が運営を行う。
2023年（令和5年）5月24日 - 2013年1月からチケット販売業務を委託している「Ticket RUGBY」 の運営者ぴあ株式会社と、オフィシャルパートナーシップ契約（日本ラグビーフットボール協会のチケット販売業務領域全般）を締結。10月31日、契約名称を「JRFUオフィシャルチケッティングサプライヤー」とした。
2023年（令和5年）6月30日 - 15人制男子日本代表のヘッドコーチ ジェイミー・ジョセフが、ワールドカップ2023後に退任することが報じられ、7月5日に本人が表明。7月17日、日本ラグビーフットボール協会は次期男子日本代表ヘッドコーチを公募するなど選考を開始。
2023年（令和5年）7月8日 - 「JAPAN RUGBY 中期戦略計画 2021-2024」 内の「誰でも、いつでも、どこでも楽しめるラグビー社会をつくる」「ラグビーのチカラを使って、社会の役に立ち、世界を守る」という目標にもとづき、「LGBTQ+啓蒙グッズ」の販売を試合会場やオンラインショップで始めた。
2023年（令和5年）7月9日 - 15人制男子日本代表の国内開催テストマッチを、2024年度に11試合、2025年度に10試合、2026年度に10試合開催する予定であることを発表し、開催地の公募を始めた。
2023年（令和5年）9月8日 - 450人が参加した「ラグビーボールをパスしていく最大のオンラインビデオチェーン」が、ギネス世界記録に認定された。
2023年（令和5年）9月8日 - ワールドカップ2023がフランスで開幕。日本代表は2勝2敗、プール5チーム中 3位となり、次回大会への出場権を得たが、2大会連続の準々決勝（ベスト8）進出を逃した。10月14日にはジェイミー・ジョセフが日本代表ヘッドコーチを退任し、離日した。
2023年（令和5年）10月24日 - ワールドラグビーは、男子の新しい国際大会創設などを発表。(1) 2024年から、既存の「パシフィックネイションズカップ」を刷新し、決勝トーナメント会場が日本とアメリカ合衆国と交互開催となる。(2) 2026年から「ワールドラグビー ネーションズ・チャンピオンシップ」を2年に1度開催し、日本とフィジーの新参加が有力視されている。(3) ワールドカップ2027から、参加国を4つ増やし24か国としする。
2023年（令和5年）11月18日-19日 - 2024年パリオリンピックの7人制ラグビーアジア地区予選大会「アジアラグビー男女オリンピック予選」を長居球技場（ヨドコウ桜スタジアム、大阪府大阪市）で開催。日本代表は男女とも優勝し、オリンピック出場3大会連続を決めた。
2023年（令和5年）11月23日 - 第100回早慶戦を国立競技場で開催した（関東ラグビーフットボール協会主催）。ラグビーブームだった1983年（昭和58年、第60回）から1987年（昭和62年、第64回）までの5回は旧国立競技場で行われ、以後35回は秩父宮ラグビー場で行われていた。早稲田が43-19で勝利し、全100試合通算は73勝7分20敗となった。前年までの新型コロナウイルス対策の規制が無くなり、入場者数は27,609人。
2023年（令和5年）11月 - ワールドラグビー理事に土田雅人が就任。
2023年（令和5年）12月 - リーグワンの2023-24シーズンから、20分レッドカードとファウルプレーレビューオフィシャルが導入された。
2023年（令和5年）12月4日 - NPO法人プライドハウス東京 と包括協定を締結。指導者や競技者へ向けた性の多様性を理解するための講習会、ラグビーの大会やイベント会場での情報発信と啓発を通じ、LGBTQ+への理解促進を進める。
2023年（令和5年）12月27日 - 第103回全国高等学校ラグビーフットボール大会が開幕。この大会では、同一都道府県内の複数校による「合同チーム」編成での出場が認められたチームがあるほか、1回戦で負傷した選手の回復が見込めないために2回戦でのチーム人数が14人となり棄権（敗退）するなど、高校生競技人口の減少を強く印象付けた。

### 2024年 エディージャパン再び
2023年（令和5年）12月13日 - エディー・ジョーンズが男子15人制日本代表ヘッドコーチに8年ぶりの再就任を発表。任期は2024年1月1日からワールドカップ2027までの4年間。2023年12月14日の就任会見でエディー・ジョーンズは、「超速ラグビー」「速いラグビー」を日本代表のテーマとして掲げ、「相手より速く走るだけではなく、速く考えて速く決断する。高校、大学、社会人と一貫した考え方をもって育成していくことが重要だ」と述べた。
2024年（令和6年）1月1日 - 石川県能登半島地震が発生。1月開催の試合開始前に黙とう、また、支援金寄付などを実施した。
2024年（令和6年）2月 - リーグワンと日本協会が主催で「THE CROSS-BORDER RUGBY 2024」を開催。スーパーラグビー・パシフィックに参加しているニュージーランドの2つのクラブチームが来日し、リーグワン上位4チームと対戦した。
2024年（令和6年）4月1日 - 競技者は、「女子」「中学生」への登録は3チームまで、「高校」「高専」「社会人」「クラブ」は2チームまで複数登録可能になった。これにより、競技者がラグビーをプレーする機会が広まり、プレー環境が整備されることが見込まれる。
2024年（令和6年）4月1日 - 日本ラグビーフットボール協会は秩父宮ラグビー場横のクラブハウス内にある既存事務所（東京都港区北青山2-8-35）に加え、新青山ビル（青山ツイン）東館（南青山1-1-1）に事務所を開設。4月24日から本部機能を新事務所に移した。移転は1982年（昭和57年）11月4日以来、41年半ぶり。
2024年（令和6年）5月8日 - 桑井亜乃がパリオリンピックのマッチオフィシャルに選出された。ラグビー競技部門において、選手（2016年）、レフリー両方でのオリンピック出場は世界初。
2024年（令和6年）6月5日 - 2023年度決算が3億4000万円の大幅な赤字になることを発表。JAPAN BASE（福岡県福岡市）の開所が遅れたこと、当初予定にはなかった「パリオリンピック男女7人制ラグビーアジア地区予選大会」を2023年11月に大阪で開催し支出が増えたことなどを理由としている。
2024年（令和6年）7月1日 - ワールドラグビーにより、観戦性と安全性を高めるため、15人制の競技規則（ルール）の変更が行われた。(1) キッカーの前方にいるプレーヤーはオフサイドとなり、後方へ下がる動作をしなければならない。(2) クロコダイルロール（ジャッカルをしている相手の身体をつかみ一緒に倒れたりする行為）の禁止。(3) フリーキック時にはスクラムを選択できない。
2024年（令和6年）7月 - パリオリンピックで、男子7人制日本代表は5戦全敗で最下位（12位）に終わった。男子の試合は日本国内でのテレビ中継放送が行われず、TVerとNHKによるネット配信のみだった。女子7人制日本代表は、プール戦で1勝2敗。9位決定トーナメントの準決勝で勝利し、最終戦となる9位/10位決定戦については配信のほかに急きょNHK BSでも録画放送することが決定。2016年リオデジャネイロオリンピックの10位を超える、過去最高の9位を獲得した。
2024年（令和6年）8月1日 - ワールドラグビーは、国代表となる条件を緩和。「プレーする時点の直前の60ヶ月間継続して当該国を居住地としていた」という条件が撤廃された。外国籍の選手でも、日本国内のチームに60か月在籍していれば（シーズンオフなどに数か月ほど母国に帰国しても）、日本代表資格の条件を満たすことになった。
2024年（令和6年）10月9日 - 日本協会は、環境サステイナビリティ推進宣言を行い、国際連合COP24で発足した「スポーツを通じた気候行動枠組み（Sports for Climate Action Framework）」に署名した。ワールドラグビーに加盟する各国協会や日本国内スポーツ中央競技団体の中では初めてとなる。
2024年（令和6年）10月26日 - 日本対オールブラックス戦が、国内最大72,327人収容の横浜国際総合競技場（日産スタジアム、神奈川県横浜市港北区）で60,057人の観客を集めて行われた。岩渕健輔専務理事は、開催会場や出場チームのわりにギリギリの集客だったと厳しい評価をした。過去には、ワールドカップ2019の日本対スコットランド戦で67,666人、決勝の南アフリカ対イングランド戦は70,103人（日産スタジアム最多記録を更新）だった。
2024年（令和6年）11月6日 - 「2月開幕・12月閉幕」のサッカーJリーグが、2026年から秋春制（8月開幕・5月閉幕）に移行することについて、岩渕健輔専務理事は「アクションをかなり早くする必要が出ている。カレンダー上の問題も出ており、（各種大会の）時期を変えることも必要がある」と述べた。
2024年（令和6年）11月 - ワールドラグビーの日本の理事を務める3人のうち、齋木尚子が5年の任期を終えて香川あかねへ交代。これでワールドラグビー理事は土田雅人（日本協会第15代会長）、岩渕健輔（日本協会専務理事）、香川あかねとなる。
2024年（令和6年）11月 - アジアラグビーの副会長に、岩渕健輔（日本ラグビーフットボール協会専務理事、ワールドラグビー理事）が就任した。岩淵は、アジアラグビーの健全化を掲げ、透明性と公平性を訴え、賛同するユニオン（国）からの支持を受けて当選した。会長には、UAEのカイス・アル＝ダライ（Qais Al-Dhalai）が再任した。
2024年（令和6年）11月25日 - 男子日本代表ヨーロッパ遠征の最終戦となるイングランド戦では、2024年テストマッチのうちで最も内容が悪い結果となった。非常に多くのプレーでミスを連発し、多くのペナルティを取られ、9トライを奪われ14-59（前半7-35）で大敗した。2期目エディージャパン初年は、ティア1に1勝もできないだけでなく大敗を繰り返し、現状が著しく悪いことを明らかにした試合となった。（詳細は「ラグビー日本代表 2024年メンバー」を参照）
2024年（令和6年）12月 - U19日本代表が11年ぶりに結成された。これは、2024年ワールドラグビーU20トロフィー（2部大会）でU20日本代表が3位に低迷し、あらためて2025年U20トロフィーへの出場権をかけて、予選大会「2024年アジアラグビーU19チャンピオンシップ」での勝利が必要となったため。

### 2025年
2025年（令和7年）1月1日 - ワールドラグビーは、世界的試験実施ルール（コンバージョンキックまでの時間を90秒から60秒に短縮、ラインアウト形成は30秒以内、スクラム・ラック・モールでのスクラムハーフの保護、争われないラインアウトでのノットストレートの許容）を施行。日本国内では4月1日から施行する。社会人大会ジャパンラグビーリーグワンでは、2024年12月21日のシーズン開幕戦から導入済み。
2025年（令和7年）1月6日 - 日本ラグビーフットボール協会は「新たにラグビー競技を観戦する人たちにわかりやすく伝えるため」として、用語の変更を通達した。主なものは、ノックオン→ノックフォワード、ジャッカル→スティール、 ゴールライン→トライライン、インゴールエリア→トライゾーン/トライエリアなど。発表直後の1月11日からジャパンラグビーリーグワンでは新用語が場内アナウンスなどに反映されたが、1月13日開催の全国大学ラグビーフットボール選手権大会決勝戦では日本協会主催でありながら新用語は全く使用されなかった。
2025年（令和7年）2月3日 - ワールドラグビーのブレット・ロビンソン会長とアラン・ギルピンCEOが来日。ラグビーワールドカップ2035（RWC2035）と、女子RWC2037の開催地に関しても話し合う。RWC2035には、日本、スペイン、イタリア、イギリス&アイルランドが立候補している。
2025年（令和7年）2月23日 - 7人制ラグビー最高峰ワールドシリーズ「HSBC SVNS 2025」第4戦（バンクーバー大会）で、7人制女子日本代表が過去最高の4位となった。
2025年（令和7年）2月24日 - 行動規範に抵触した可能性があるとして、アジアラグビーは岩渕健輔（日本協会専務理事）に対し、アジアラグビーでの副会長職務を停止したと発表した。翌25日、日本ラグビーフットボール協会は、アジアラグビーが主張するような事実はないと発表した。3月12日、岩渕健輔は「（職務停止となる前に）アジアラグビーからのヒアリングや通告がなかった。なぜ職務停止が出来るか、私が教えて頂きたいというのが本音」と述べた。アジアラグビーは、専用銀行口座を持たず、ワールドラグビーからの助成金などはすべてUAEラグビー連盟の銀行口座を経由。これら財務上の不明瞭を理由に、ワールドラグビーは2024年9月からアジアラグビーへの助成金を停止した。岩渕はアジアラグビーのガバナンスや財務管理に深刻な懸念があると指摘し、アジアラグビーの健全化を訴え、それに賛同するユニオン（国）からの支持を受け、2024年11月にアジアラグビー副会長に当選していた。
2025年（令和7年）2月26日 - 日本ラグビーフットボール協会は、アジアラグビーによる今回の一方的な発表こそが行動規則に反しているとして撤回要請を行った。さらに、ワールドラグビーに対し、アジアラグビーに関する調査要請を行った。3月12日、岩渕健輔は「アジアラグビーとやりとりをしないよう、ワールドラグビーから通達があった。アジアラグビーと日本協会とのやりとりは、全て止まってる」と述べた。
2025年（令和7年）3月22日 - 日本ラグビーフットボール協会は、「JAPAN RUGBY 中期戦略計画2025-2028」を策定し公開。女子ワールドカップ2025はベスト8入り、男子ワールドカップ2027はベスト8定着、2028年ロサンゼルスオリンピックは男女ともメダル獲得を目標としている。
2025年（令和7年）3月29日 - 日本ラグビーフットボール協会は、ホンコン・チャイナラグビー協会（HKCR）との覚書締結を発表した。男女の15人制代表の定期的な対戦やセブンズの合同練習、年齢別代表戦などを検討していく。
2025年（令和7年）4月1日 - 大学チーム公式戦ジャージへのスポンサーロゴ掲出が可能になる。9月1日、明治大学ラグビー部はGMOインターネットグループとオフィシャルパートナー契約を締結し、公式戦ジャージーに「GMO」のロゴが掲出される。
2025年（令和7年）4月1日 - 選手の登録制度を変更。(1)「クラブ」の区分を「15歳以上」から「12歳以上」に広げて、中学生のプレー環境の整備をはかり、区分名を「一般クラブ」に変更（大学生を中心とした「学生クラブ」との違いを明確化）。(2)「社会人」と「一般クラブ」での複数登録を可能にし、選手の機会確保をはかる。
2025年（令和7年）4月23日 - ワールドラグビーは、岩渕健輔の行動（2024年12月21日から2025年1月9日の間に、アジアラグビーの秘密保持契約書・執行委員会雇用申告書・収入申告書の内容に関して、アジアラグビーに問い合わせをした行為）について、「まったく妥当な質問行為であり、アジアラグビーおよびワールドラグビーの行動規範の違反を示唆するものではない」と結論づけた。ワールドラグビーは、「この決定をアジアラグビーと日本ラグビーフットボール協会に通知し、岩渕がアジアラグビー副会長へ復職することを期待する」と表明した。
2025年（令和7年）4月24日 - 日本ラグビーフットボール協会は、アジアラグビーのケイス・アル＝ダライ会長に対して、岩渕健輔への公式謝罪を求める文書を送付する方針を決めた。
2025年（令和7年）8月1日 - 世界中すべてのトップレベル大会および試合で「20分レッドカード」ルールを適用することが、ワールドラグビー理事会で決まり、2026年競技規則に採用されることになった。
2025年（令和7年）6月11日 - 日本ラグビーフットボール協会は、アジアラグビーによる岩渕健輔への副会長職務停止処分が解除されたと発表した。ワールドラグビーから6月5日に文書で通達された。2月の職務停止や今回の処分解除ついて、アジアラグビーからは一切の説明がないという。この通達文書では、アジアラグビーの運営を正常化・監視するための「監視委員会」を設置することも、日本ラグビーフットボール協会に伝えられた。監査委員会は、従来から続く各種問題の解決と正常化を急ぎ、アジアラグビーの意思決定の監督、財務に関するガバナンス不全の解決、各国協会へのヒアリングを行う。
2025年（令和7年）6月22日 - 15人制の男子日本代表と女子日本代表のジャージを刷新。カンタベリー製となった2003年以降としては、男子ワールドカップ開催年以外で、初めての変更となる。

## 歴代会長
出典：
| 代   | 氏名       | 就任                     | 退任                        | 任期     | 備考                                                     |
| ---- | ---------- | ------------------------ | --------------------------- | -------- | -------------------------------------------------------- |
| 1    | 高木喜寛   | 1928年(昭和3年)          | 1953年(昭和28年)1月22日死去 | 25年     |                                                          |
| 2    | 田辺九万三 | 1953年(昭和28年)1月23日  | 1955年(昭和30年)6月12日死去 | 1年5か月 | 田辺九萬三、田邊九万三、田邊九萬三など表記のゆれがある。 |
| 3    | 香山蕃     | 1955年(昭和30年)6月15日  | 1969年(昭和44年)5月3日死去  | 14年     |                                                          |
| 4    | 湯川正夫   | 1969年(昭和44年)6月22日  | 同年10月5日死去             | 4か月    |                                                          |
| 5    | 横山通夫   | 1969年(昭和44年)11月23日 | 1973年(昭和48年)7月8日      | 3年8か月 |                                                          |
| 6    | 椎名時四郎 | 1973年(昭和48年)7月8日   | 1979年(昭和54年)6月30日     | 6年      |                                                          |
| 7    | 阿部譲     | 1979年(昭和54年)7月1日   | 1990年(平成2年)             | 11年     |                                                          |
| 8    | 磯田一郎   | 1990年(平成2年)7月7日    | 1992年(平成4年)             | 2年      | 就任当時、住友銀行会長。「イトマン事件」も参照           |
| 9    | 川越藤一郎 | 1992年(平成4年)          | 1994年(平成7年)             | 2年      | 日本代表キャップ(1cap)保持者                             |
| 10   | 金野滋     | 1995年(平成7年)          | 2001年(平成13年)6月24日     | 6年      |                                                          |
| 11   | 町井徹郎   | 2001年(平成13年)6月24日  | 2004年(平成16年)10月4日死去 | 3年4か月 |                                                          |
| 代行 | 日比野弘   | 2004年(平成16年)10月5日  | 2005年(平成17年)6月25日     | 8か月    | 町井徹郎会長の生前、副会長を務めていた。                 |
| 12   | 森喜朗     | 2005年(平成17年)6月25日  | 2015年(平成27年)6月28日     | 10年     |                                                          |
| 13   | 岡村正     | 2015年(平成27年)6月28日  | 2019年(令和元年)6月29日     | 4年      |                                                          |
| 14   | 森重隆     | 2019年(令和元年)6月29日  | 2022年(令和4年)6月26日      | 3年      | 日本代表キャップ(27cap)保持者                            |
| 15   | 土田雅人   | 2022年(令和4年)6月26日   |                             |          |                                                          |

## 現在の主な体制
2024年現在、主な体制は以下の通り。

### 理事会
2024年度・2025年度。会長・専務理事を含む 理事22名、監事2名（2024年6月23日発表）。理事の中から、副会長4名・会計役1名を決定（2024年7月10日発表）。
2025年6月30日、松原忠利理事の退任、中島誠一郎理事の着任を決定した。
| 役職        | 氏名             | 備考          |
| ----------- | ---------------- | ------------- |
| 会長        | 土田雅人         |               |
| 専務理事    | 岩渕健輔         |               |
| 理事/副会長 | 浅見敬子         |               |
| 理事/副会長 | 木下康司         |               |
| 理事/副会長 | 清宮克幸         |               |
| 理事/副会長 | 水越豊           |               |
| 理事/会計役 | 鈴木彰           |               |
| 理事        | マーク・イーガン | 2024年新任    |
| 理事        | 石原直子         |               |
| 理事        | 江田麻季子       |               |
| 理事        | 香川あかね       |               |
| 理事        | 御領園昭彦       | 2024年新任    |
| 理事        | 齋木尚子         |               |
| 理事        | 境田正樹         |               |
| 理事        | 座間美都子       |               |
| 理事        | 玉塚元一         |               |
| 理事        | 中島誠一郎       | 2025年6月着任 |
| 理事        | 中村明彦         |               |
| 理事        | 浜本剛志         |               |
| 理事        | 松原忠利         | 2025年6月退任 |
| 理事        | 三好美紀子       | 2024年新任    |
| 理事        | 安田結子         |               |
| 理事        | 山神孝志         | 2024年新任    |
| 監事        | 打田光代         | 2024年新任    |
| 監事        | 袖山裕行         |               |

### チームディレクター
太字は現職。2024年現在。
2017年1月17日以前は「（男子15人制）日本代表ディレクターオブラグビー」「女子（15人制）日本代表ゼネラルマネージャー」「男女7人制チームディレクター」名義。2017年1月18日 - 2021年4月11日は「強化委員長」名義。
| 世界大会                                                                   | 男子15人制                                                                       | 男子7人制                                                                                   | 女子7人制                                                                                 | 女子15人制                                                                                  |
| -------------------------------------------------------------------------- | -------------------------------------------------------------------------------- | ------------------------------------------------------------------------------------------- | ----------------------------------------------------------------------------------------- | ------------------------------------------------------------------------------------------- |
| WC2015 2016五輪 女子WC2017 (WC2019) 2021年の五輪                           | 日本代表ゼネラルマネージャー：岩淵健輔 （2012年1月11日-2017年1月17日）           | 日本代表ゼネラルマネージャー：岩淵健輔 （2012年1月11日-2017年1月17日）                      | 日本代表ゼネラルマネージャー：岩淵健輔 （2012年1月11日-2017年1月17日）                    | 日本代表ゼネラルマネージャー：岩淵健輔 （2012年1月11日-2017年1月17日）                      |
| WC2015 2016五輪 女子WC2017 (WC2019) 2021年の五輪                           | 日本代表 ディレクターオブラグビー/強化委員長 薫田真広 （2016年1月-2019年）       | 男女セブンズ ナショナルチームディレクター/強化委員長 本城和彦 （2013年7月-2021年8月31日）   | 男女セブンズ ナショナルチームディレクター/強化委員長 本城和彦 （2013年7月-2021年8月31日） | 女子日本代表 ゼネラルマネージャー/強化委員長 岩淵健輔 （2017年1月18日-2019年）              |
| WC2015 2016五輪 女子WC2017 (WC2019) 2021年の五輪                           | 日本代表 ディレクターオブラグビー/強化委員長 薫田真広 （2016年1月-2019年）       | 男女セブンズ ナショナルチームディレクター/強化委員長 本城和彦 （2013年7月-2021年8月31日）   | 男女セブンズ ナショナルチームディレクター/強化委員長 本城和彦 （2013年7月-2021年8月31日） | 女子日本代表 ナショナルチームディレクター 浅見敬子 （2019年-2022年11月29日）                |
| WC2015 2016五輪 女子WC2017 (WC2019) 2021年の五輪                           | 日本代表 ディレクターオブラグビー/強化委員長 薫田真広 （2016年1月-2019年）       | 男女セブンズ日本代表 ナショナルチームディレクター 徳永剛 （2021年12月27日-2022年11月29日）  |                                                                                           |                                                                                             |
| WC2019 女子WC2022年 WC2023 女子2023WXV (2024五輪7人制)                     | 日本代表 ナショナルチームディレクター 藤井雄一郎 （2019年8月22日-2023年11月8日） |                                                                                             |                                                                                           |                                                                                             |
| WC2019 女子WC2022年 WC2023 女子2023WXV (2024五輪7人制)                     | 日本代表 ナショナルチームディレクター 藤井雄一郎 （2019年8月22日-2023年11月8日） | 男子セブンズ日本代表 ナショナルチームディレクター 太田治 （2022年11月30日 - 2023年12月1日） | 女子セブンズ日本代表 ナショナルチームディレクター 宮﨑善幸 （2022年11月30日 - 2024年8月） | 女子15人制日本代表 ナショナルチームディレクター 宮﨑善幸 （2022年11月30日 - 2024年6月30日） |
| 2024五輪7人制                                                              | 男子日本代表 チームディレクター 永友洋司 （2024年6月1日 - ）                     | 男子セブンズ日本代表 ナショナルチームディレクター 梅田紘一 （2024年2月1日 - 8月）           | 女子セブンズ日本代表 ナショナルチームディレクター 宮﨑善幸 （2022年11月30日 - 2024年8月） | 女子日本代表 チームディレクター 有水剛志 （2024年7月1日 - ）                                |
| 男子15人制PNC2024 女子2024WXV 女子WC2025 2026年男子15人制新大会 男子WC2027 | 男子日本代表 チームディレクター 永友洋司 （2024年6月1日 - ）                     | 男女セブンズ日本代表 チームディレクター 梅田紘一 （2024年9月1日 - ）                        | 男女セブンズ日本代表 チームディレクター 梅田紘一 （2024年9月1日 - ）                      | 女子日本代表 チームディレクター 有水剛志 （2024年7月1日 - ）                                |
| 世界大会                                                                   | 男子15人制                                                                       | 男子7人制                                                                                   | 女子7人制                                                                                 | 女子15人制                                                                                  |

## 支部協会・都道府県協会・関連団体

### 関東ラグビーフットボール協会
関東ラグビーフットボール協会の加盟団体。
| 北海道 - 北海道ラグビーフットボール協会 東北 - 青森県ラグビーフットボール協会 - 岩手県ラグビーフットボール協会 - 秋田県ラグビーフットボール協会 - 宮城県ラグビーフットボール協会 - 山形県ラグビーフットボール協会 - 福島県ラグビーフットボール協会 | 関東（山梨を含む） - 茨城県ラグビーフットボール協会 - 栃木県ラグビーフットボール協会 - 群馬県ラグビーフットボール協会 - 埼玉県ラグビーフットボール協会 - 千葉県ラグビーフットボール協会 - 東京都ラグビーフットボール協会 - 神奈川県ラグビーフットボール協会 - 山梨県ラグビーフットボール協会 | 北信越 - 長野県ラグビーフットボール協会 - 新潟県ラグビーフットボール協会 （高校大会での「北信越」は新潟・長野・富山・石川・福井の5県） |

### 関西ラグビーフットボール協会
関西ラグビーフットボール協会の加盟団体。
| 北信越西 - 富山県ラグビーフットボール協会 - 石川県ラグビーフットボール協会 - 福井県ラグビーフットボール協会 東海 - 静岡県ラグビーフットボール協会 - 愛知県ラグビーフットボール協会 - 三重県ラグビーフットボール協会 - 岐阜県ラグビーフットボール協会 | 近畿（三重を除く） - 滋賀県ラグビーフットボール協会 - 京都府ラグビーフットボール協会 - 大阪府ラグビーフットボール協会 - 兵庫県ラグビーフットボール協会 - 奈良県ラグビーフットボール協会 - 和歌山県ラグビーフットボール協会 | 中国 - 鳥取県ラグビーフットボール協会 - 島根県ラグビーフットボール協会 - 岡山県ラグビーフットボール協会 - 広島県ラグビーフットボール協会 - 山口県ラグビーフットボール協会 四国 - 香川県ラグビーフットボール協会 - 徳島県ラグビーフットボール協会 - 愛媛県ラグビーフットボール協会 - 高知県ラグビーフットボール協会 |

### 九州ラグビーフットボール協会
九州ラグビーフットボール協会の加盟団体。
九州（沖縄を含む）
| - 福岡県ラグビーフットボール協会 - 佐賀県ラグビーフットボール協会 - 長崎県ラグビーフットボール協会 | - 大分県ラグビーフットボール協会 - 熊本県ラグビーフットボール協会 - 宮崎県ラグビーフットボール協会 | - 鹿児島県ラグビーフットボール協会 - 沖縄県ラグビーフットボール協会 |

| - 一般社団法人ジャパンラグビーリーグワン - ジャパンラグビーマーケティング株式会社 - 公益財団法人日本アンチ・ドーピング機構 - 独立行政法人日本スポーツ振興センター - 公益財団法人日本スポーツ協会 - 公益財団法人日本オリンピック委員会 - 公益財団法人全国高等学校体育連盟 ラグビー専門部 | - ワールドラグビー - アジアラグビー |  |

## マッチオフィシャル
マッチオフィシャルとは、レフリー、アシスタントレフリーなど審判員・審判団を意味する役職である。
日本ラグビーフットボール協会ハイパフォーマンス部門 に審判グループがあり、久保修平が2023年6月1日からレフリーマネージャーを務める。

### 国際大会担当マッチオフィシャル
以下のほか、外国の国内大会などでの競技会に派遣されるマッチオフィシャルがいる。太字は、「レフリー」または「レフリー業務を含むマッチオフィシャル」。
| 担当日               | 氏名              | 役職                          | 大会名                                                                 | 担当試合                                                                | 備考                                                   |
| -------------------- | ----------------- | ----------------------------- | ---------------------------------------------------------------------- | ----------------------------------------------------------------------- | ------------------------------------------------------ |
| 1991年               | 八木宏器          | アシスタントレフリー          | ワールドカップ1991                                                     |                                                                         | [ 728 ] [ 729 ]                                        |
| 1995年6月3日         | 齋藤直樹          | レフリー                      | ワールドカップ1995                                                     | プール戦（オーストラリア対ルーマニア）                                  | [ 728 ] [ 730 ] [ 731 ] [ 732 ] [ 733 ]                |
| 1999年               | 岩下真一          | アシスタントレフリー          | ワールドカップ1999                                                     | 2試合                                                                   | [ 728 ] [ 734 ] [ 735 ]                                |
| 2012年2月            | 麻生彰久          | レフリー                      | IRB HSBC SEVENS WORLD SERIES Las Vegas2012                             | 全日程のうちいくつかの試合                                              | [ 736 ]                                                |
| 2012年3月            | 谷口かずひと      | レフリー                      | 2012 TRUE GRIT GUAM RUGBY INTERNATIONAL TOURNAMENT                     | 10人制男子                                                              | [ 737 ]                                                |
| 2013年4月            | 清水塁            | レフリー                      | 2013 TRUE GRIT GUAM RUGBY INTERNATIONAL TOURNAMENT                     | 10人制男子                                                              | [ 738 ]                                                |
| 2013年5-6月          | 大槻卓            | レフリー                      | IRB Junior World Rugby Trophy 2013                                     | 4試合                                                                   | [ 739 ]                                                |
| 2014年5月            | 川崎桜子          | レフリー                      | アムステルダムセブンズ2014（女子7人制）                                | 全日程のうちいくつかの試合                                              | [ 740 ]                                                |
| 2014年8月            | 橋元教明          | レフリー                      | 第2回ユースオリンピック競技大会 （男子7人制）                          | 全日程のうちいくつかの試合                                              | [ 740 ]                                                |
| 2016年8月            | 大槻卓            | レフリー                      | 2016年リオデジャネイロオリンピック（男子7人制）                        | 全日程のうちいくつかの試合                                              | [ 741 ]                                                |
| 2016年8月            | 川崎桜子          | レフリー                      | 2016年リオデジャネイロオリンピック（女子7人制）                        | 全日程のうちいくつかの試合                                              | [ 741 ]                                                |
| 2016-2017年          | 橋元教明          | レフリー                      | ワールドラグビーHSBCセブンズシリーズ                                   | 全日程のうちいくつかの試合                                              | [ 740 ]                                                |
| 2016-2017年          | 川崎桜子          | レフリー                      | ワールドラグビーHSBCセブンズシリーズ (女子)                            | 全日程のうちいくつかの試合                                              | [ 740 ]                                                |
| 2019年9月22日        | 久保修平          | アシスタントレフリー          | ワールドカップ2019                                                     | プール戦（イングランド対トンガ）                                        | [ 744 ]                                                |
| 2019年10月6日        | 久保修平          | アシスタントレフリー          | ワールドカップ2019                                                     | プール戦（ニュージーランド対ナミビア）                                  | [ 745 ]                                                |
| 2019年10月11日       | 久保修平          | アシスタントレフリー          | ワールドカップ2019                                                     | プール戦（オーストラリア対ジョージア）                                  | [ 746 ]                                                |
| 2021年7月26日-31日   | 橋元教明          | マッチオフィシャル            | 2020年東京オリンピック（女子7人制）                                    | 全日程                                                                  | [ 747 ]                                                |
| 2023年3月10日        | 滑川剛人          | レフリー                      | U20シックス・ネイションズ・チャンピオンシップ                          | スコットランド対アイルランド                                            | [ 748 ]                                                |
| 2023年3月19日        | 滑川剛人          | アシスタントレフリー          | U20シックス・ネーションズ・チャンピオンシップ                          | スコットランド対イタリア                                                | [ 748 ]                                                |
| 2023年3月31日-4月2日 | 桑井亜乃          | マッチオフィシャル            | HSBCワールドラグビー・セブンズシリーズ2023女子香港大会                 | 全日程                                                                  | [ 749 ]                                                |
| 2023年4月20日-30日   | 桑井亜乃          | マッチオフィシャル            | ワールドラグビー・セブンズチャレンジャーシリーズ2023（南アフリカ大会） | 全日程                                                                  | [ 749 ]                                                |
| 2023年10月13日-28日  | 桑井亜乃          | マッチオフィシャル            | WXV 3（2023年第1回ドバイ大会）                                         | 全日程                                                                  | [ 750 ] [ 751 ]                                        |
| 2023年10月21日       | 桑井亜乃          | レフリー                      | WXV 3（2023年第1回ドバイ大会）                                         | アイルランド対コロンビア                                                | [ 751 ]                                                |
| 2024年3月7日         | 滑川剛人 古瀬健樹 | レフリー アシスタントレフリー | U20 Six Nations 2024                                                   | ウェールズU20対フランスU20                                              | [ 752 ]                                                |
| 2024年3月15日        | 滑川剛人 古瀬健樹 | レフリー アシスタントレフリー | U20 Six Nations 2024                                                   | アイルランドU20対スコットランドU20                                      | [ 752 ]                                                |
| 2024年3月20日        | 近藤雅喜          | レフリー                      | 2023年度高校日本代表イタリア遠征                                       | 高校日本代表対イタリアU19                                               | [ 753 ]                                                |
| 2024年7月24日-30日   | 桑井亜乃          | マッチオフィシャル            | 2024年パリオリンピック                                                 | 全日程                                                                  | 選手(2016年)・レフリー両方でオリンピック出場は、世界初 |
| 2024年11月2日、16日  | 滑川剛人          | レフリー                      | 欧州テストマッチシリーズ                                               | マンスター・ラグビー対オールブラックスXV戦 スコットランド対ポルトガル戦 | シニアの国際試合レフリーは初                           |
| 2024年11月9日        | 滑川剛人          | アシスタントレフリー          | 欧州テストマッチシリーズ                                               | ポルトガル対アメリカ合衆国戦                                            | [ 756 ]                                                |
| 2024年11月16日       | 古瀬健樹          | レフリー                      | 2024年秋の国際試合                                                     | 香港対ブラジル戦                                                        |                                                        |

### 国内マッチオフィシャル
日本におけるマッチオフィシャル（MO）資格の種類は、以下の通り。日本ラグビーフットボール協会によるコーチの育成に関しては、「マッチオフィシャル#日本のマッチオフィシャル」を参照。
- A級レフリー：日本ラグビーフットボール協会、支部協会（関東ラグビーフットボール協会、関西ラグビーフットボール協会、九州ラグビーフットボール協会）、都道府県協会が主催する全試合で、レフリーまたはアシスタントレフリーを行うことができる。
- B級レフリー：支部協会または都道府県協会が主催する全試合で、レフリーまたはアシスタントレフリーを行うことができる。
- C級レフリー：都道府県協会が主催する全試合で、レフリーまたはアシスタントレフリーを行うことができる。
- ミニラグビーレフリー：都道府県協会・支部協会が主催する12歳以下の試合で、主催協会が特に認めた試合のレフリーまたはアシスタントレフリー、都道府県協会が主催する15歳以下の試合のアシスタントレフリーを行うことができる。
- スタートレフリー：都道府県協会が主催するノンコンタクトラグビーの試合のレフリーを行うことができる。

MO資格が無くても、タッチジャッジは行える。
2020年度から審判資格制度を整備し、登録制度と4年に1度の更新制度を設けている。ただしスタートレフリーについては更新制度が無く、4年ごとにオンライン受講により資格取得を行うことが必要。
リーグワンの審判員は、日本協会A級レフリーや支部協会のレフリー（B級レフリー）などから「パネルレフリー」という名称で選出される。「パネル（panel）」とは「選抜された」「招待された」という意味。

### 日本協会A級レフリー
2023年度に実際に試合でレフリーやアシスタントレフリーを担当した（リーグワン2023-24シーズン、太陽生命ウィメンズセブンズシリーズ2024、大学選手権など）。
- 新井卓也
- 梶原晃久
- 川原佑
- 北村浩士
- 木村陽介
- 関谷惇大
- 高橋真弓
- 立川誠道
- 手束伊吹
- 滑川剛人
- 橋元教明
- 平川哲也
- 古瀬健樹
- 前田樹
- 水谷元紀
- 三井健太
- 八木聖也
- 山内昂輝
- 山本篤志

### コーチ資格制度
日本ラグビーフットボール協会は、5段階のラグビー指導者資格を制定し、登録チームに対してコーチ資格の保有者を監督またはコーチとして置くことを義務付けている。
- スタートコーチ[764] - ラグビー指導者の入口として必要な安全対策の知識、指導者としての基本を習得。登録チームの指導者すべてに必要。
- C級コーチ[765] - 実技指導の能力を習得。ワールドラグビーのオンライン学習コンテンツ「Rugby Ready」も受講。
- B級コーチ[766] - 実技などのほか、World Rugbyレベル1カリキュラムも受講。日本協会主催の全国大会に出場するチームの監督またはコーチに必要。
- A級コーチ[767] - 実技などのほか、World Rugbyレベル2カリキュラムも受講。国民スポーツ大会に出場するチームの監督に必要。
- S級コーチ[768] - 実技などのほか、World Rugbyレベル3カリキュラムも受講。日本代表ヘッドコーチに必要。

### ジャパンラグビーコーチングアワード
ジャパンラグビーコーチングアワードは、2017年度に日本ラグビーフットボール協会が制定した。指導者の資質向上の啓発と学習意欲の高い指導者コミュニティーの創出を目的に、日本ラグビー界の発展に貢献したコーチ及びスタッフを表彰する。各賞は多岐に渡るため、ここでは各年度の筆頭となる賞のみ記載する。各賞・詳細は、出典を参照のこと。
2019年度（2020年5月7日発表）を最後に、発表されていない。
- 2017年度 最優秀賞 - 岩出雅之（帝京大学）[444]
- 2018年度 最優秀賞 - 田中澄憲（明治大学）[769]
- 2019年度 特別大賞 - ジェイミー・ジョセフ（男子15人制日本代表）[770]
- 2020年度以降 - 発表なし

## ワールドラグビー理事
ワールドラグビーにおける各国協会などからの理事（評議員）の数（議決のための票数）は、日本は、2023年に2人（2票）から3人（3票）に増えた。
2024年11月現在、日本からの理事は岩渕健輔（2020年-）、土田雅人（2023年-）、香川あかね（2024年-）。

## 公式マスコット

### レンジー（Ren-G）
2020年8月24日から、日本ラグビーフットボール協会の公式マスコットとして、ラグビーの普及活動や日本代表戦応援など、イベントでの活動をしている。
歌舞伎演目の連獅子をモチーフにした親子ペア (白髪の親「レン」と赤髪の子供「ジー」) 。ともに顔は隈取りをしたラグビーボール型で、連獅子と同様に毛振りパフォーマンスもする。
2018年1月26日にラグビーワールドカップ2019日本大会のマスコットとして誕生した。実績のあるデザイナー・制作チームなど計10組の指名コンペにて、50作品の応募があった。組織委職員の投票やワールドラグビーの意向などで決定。

### タグちゃん・ラグちゃん
同じクラスの小学三年生。タグラグビーの普及をめざす。

## ファン向けサービス
- Ticket RUGBY - 日本ラグビーフットボール協会が、ぴあ株式会社に委託している 観戦チケット類販売のサービス名[566][783]。2013年1月18日からスタート[405][406]。
- JAPAN RUGBY SAKURA CLUB - 2022年1月から開始された日本ラグビーフットボール協会公式ファンクラブ[520]。2001年から運営していた「JRFUメンバーズクラブ」[338] を、2022年1月にリーグワン開始（トップリーグ時代とは異なり、リーグワンは日本ラグビーフットボール協会の主催ではなくなった）に伴いリニューアルしたもの[521]。
- Japan Rugby ID - 2023年5月17日から開始されたWEBサービス[565][784]。2019年11月に開始した「ラグビーファンID」[476] をリニューアルしたもの。日本ラグビーフットボール協会、ジャパンラグビーリーグワン、ソニー、NTTドコモの出資によるジャパンラグビーマーケティングが運営する[565][784]。上述「Ticket RUGBY」「JAPAN RUGBY SAKURA CLUB」と連携される[784]。

## 配信・SNS
- WEBサイト（ホームページ） - 1997年9月9日開設[327]。
- X（旧称Twitter）アカウント「@JRFUMedia」 - 2012年4月開設。
- Instagramアカウント「japanrugby_jrfu」 - 2017年7月開設。
- YouTubeチャンネル「JAPAN RUGBY TV」 - ライブまたは期間限定で試合中継を配信しているほか、ラグビーファン向けコンテンツを作成・配信[785]。2013年7月開設。
- 日本ラグビーフットボール協会公式スマートフォン用アプリ「JAPAN RUGBY APP（ジャパンラグビーアプリ）」 - 日本代表、リーグワン、大学などのニュースやチーム情報を配信[540]。2022年10月開設。
- Facebookアカウント「Rugby.JRFU」「Rugby.Japan」「ImpactBeyond2019」
- LinkedInアカウント「japan-rugby-football-union」

## 定期刊行誌

### 機関誌 RUGBY FOOTBALL
機関誌『RUGBY FOOTBALL』を、年4回発行している（2022年現在）。創刊号 は1951年（昭和26年）10月1日発行。協会WEBサイト「日本ラグビー デジタルミュージアム」で、最近のもの以外のバックナンバーを閲覧できる。略称「機関誌」。
前身として、1930年（昭和5年）10月から1931年まで日本ラグビー蹴球協会雑誌部から11回発行された『ラグビー』、1933年（昭和8年）9月から1937年（昭和12年）まで関東協会から27回発行された『RUGBY FOOT BALL』がある。

### ラグビージャーナル
『ラグビー科学研究』 を『ラグビージャーナル』にリニューアルし、2022年4月創刊。年1回発行。ラグビーに関して科学的な視点で情報、研究論文、インタビューを掲載。

## オフィシャルスポンサー・パートナー・サプライヤー

### 日本代表トップパートナー
- 大正製薬

### JRFUオフィシャルチケッティングサプライヤー
- ぴあ - 日本ラグビーフットボール協会のチケット販売業務領域全般[567]

### 男子日本代表オフィシャルパートナー
- 東芝
- 三井住友銀行・三井住友フィナンシャルグループ（SMBCグループ）
- セコム
- カンタベリー・オブ・ニュージーランドジャパン

### 女子日本代表オフィシャルパートナー
- 太陽生命保険
- セコム
- カンタベリー・オブ・ニュージーランドジャパン

### 男子日本代表オフィシャルスポンサー
- 三菱地所
- ヒト・コミュニケーションズ
- キヤノン
- アサヒビール（アサヒスーパードライ名義）

### 女子日本代表オフィシャルスポンサー
- 三菱地所
- 青南商事
- アサヒビール（アサヒスーパードライ名義）

### 日本代表オフィシャルサポーター
「男子・女子の15人制、男子・女子の7人制」の日本代表チームが対象。
- JTB（JTB SPORTS名義）
- 凸版印刷
- オンワード樫山（KASHIYAMA名義）
- マスターカード・ジャパン（Mastercard）[792]
- TVS REGZA[793]
- 日本航空[794]

### 日本代表サプライヤー
「男子・女子の15人制、男子・女子の7人制」の日本代表チームが対象。
- スズキスポーツ（GILBERT名義）
- 明治（ザバス名義）
- アサヒ飲料
- 日の丸自動車興業[795]

## 業務契約
- EY Japan株式会社  - 戦略策定コンサルティング業務（2024年10月 - ）[796]